# Solanum tuberosum
Solanum tuberosum, de nombre común patata (en la mayor parte de España, Filipinas y Guinea Ecuatorial) o papa (en Hispanoamérica y en las Islas Canarias)  es una especie herbácea perteneciente al género Solanum de la familia de las solanáceas, originaria de la región que comprende el altiplano de los Andes centrales. Fue domesticada en el altiplano andino y en las cercanías del lago Titicaca por los habitantes de esta región hace unos ocho mil años. Luego de extenderse por diversos lugares del continente americano, incluida la Isla Grande de Chiloé, en el siglo XVI comenzó a ser trasladada a Europa por los conquistadores españoles, que la consideraban una curiosidad botánica y no una planta alimenticia. Su consumo fue creciendo, aunque al principio como planta forrajera y de jardín por sus flores; su uso gastronómico se expandió a todo el mundo desde el siglo XVIII gracias a los escritos agronómicos del francés Antoine Parmentier y del irlandés afincado en España Enrique Doyle, hasta convertirse en uno de los principales alimentos del ser humano.

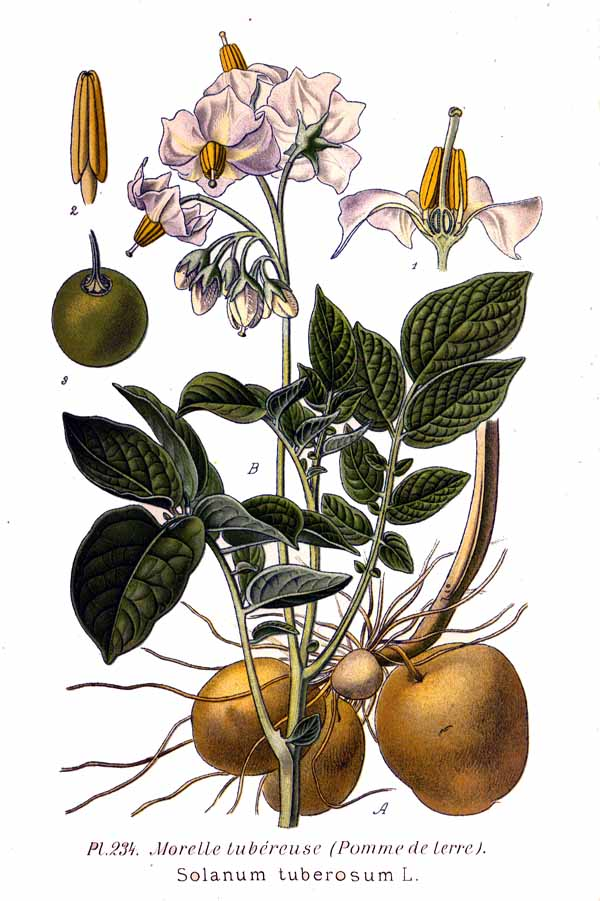
Ilustración de Solanum tuberosum en Atlas des plantes de France (Atlas de plantas de Francia), 1891, de Amédée Masclef.

## Descripción

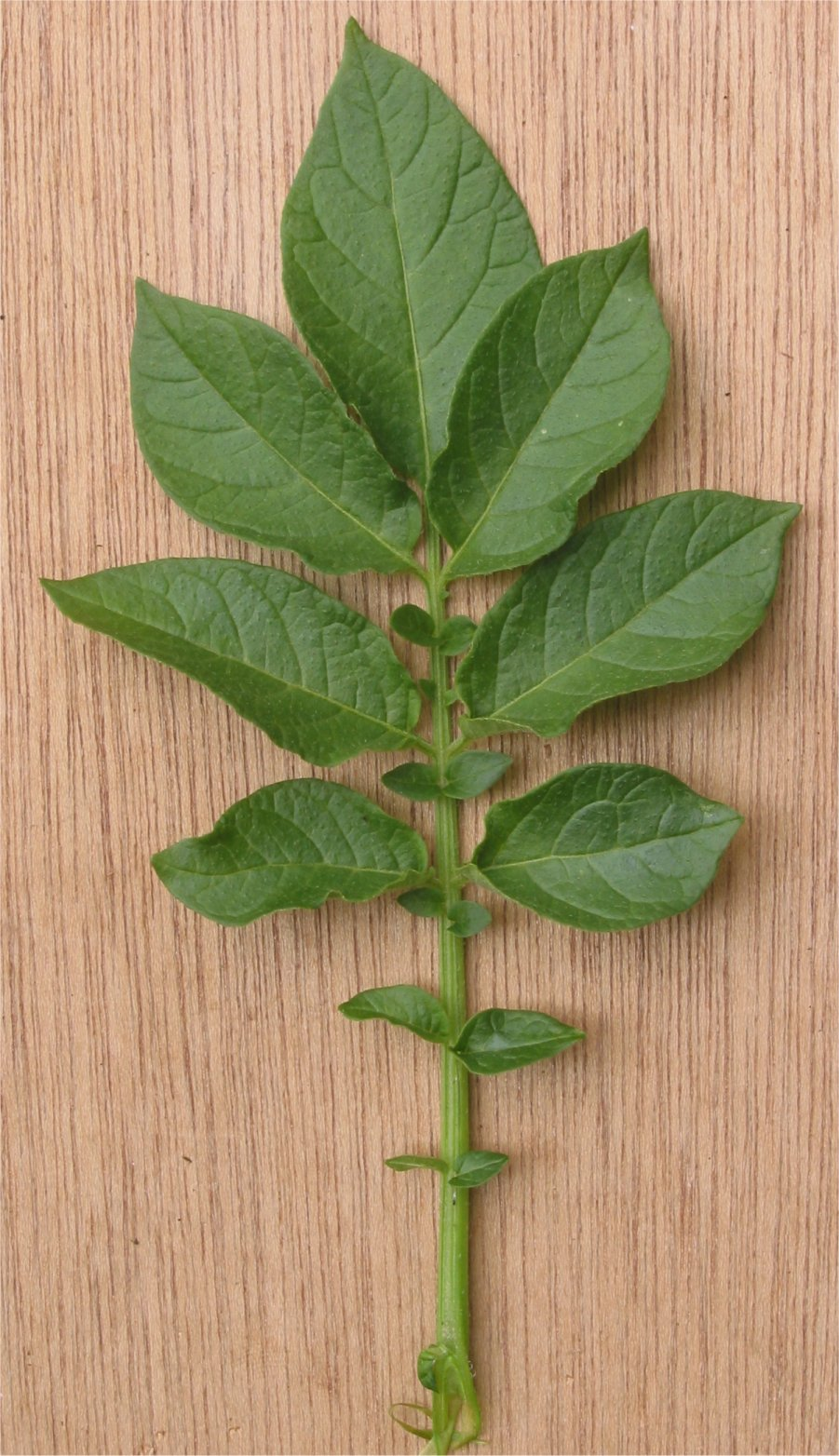
Hoja compuesta de la papa.

S. tuberosum es una planta herbácea, tuberosa, perenne a través de sus tubérculos, caducifolia (ya que pierde sus hojas y tallos aéreos en la estación fría), de tallo erecto o semidecumbente, que puede medir hasta un metro de altura.

### Hoja
Las hojas son compuestas, con siete a nueve folíolos (imparipinnadas), de forma lanceolada y se disponen en forma espiralada en los tallos. Son bifaciales, ambas epidermis están compuestas por células de paredes sinuosas en vista superficial. Presentan pelos o tricomas en su superficie, en grado variable dependiendo del cultivar considerado. Los tricomas pueden ser uniseriados, glandulares y con una cabeza pluricelular más o menos esférica.

### Tallo
Presentan tres tipos de tallos, uno aéreo, circular o angular en sección transversal, sobre el cual se disponen las hojas compuestas y dos tipos de tallos subterráneos: los rizomas y los tubérculos.

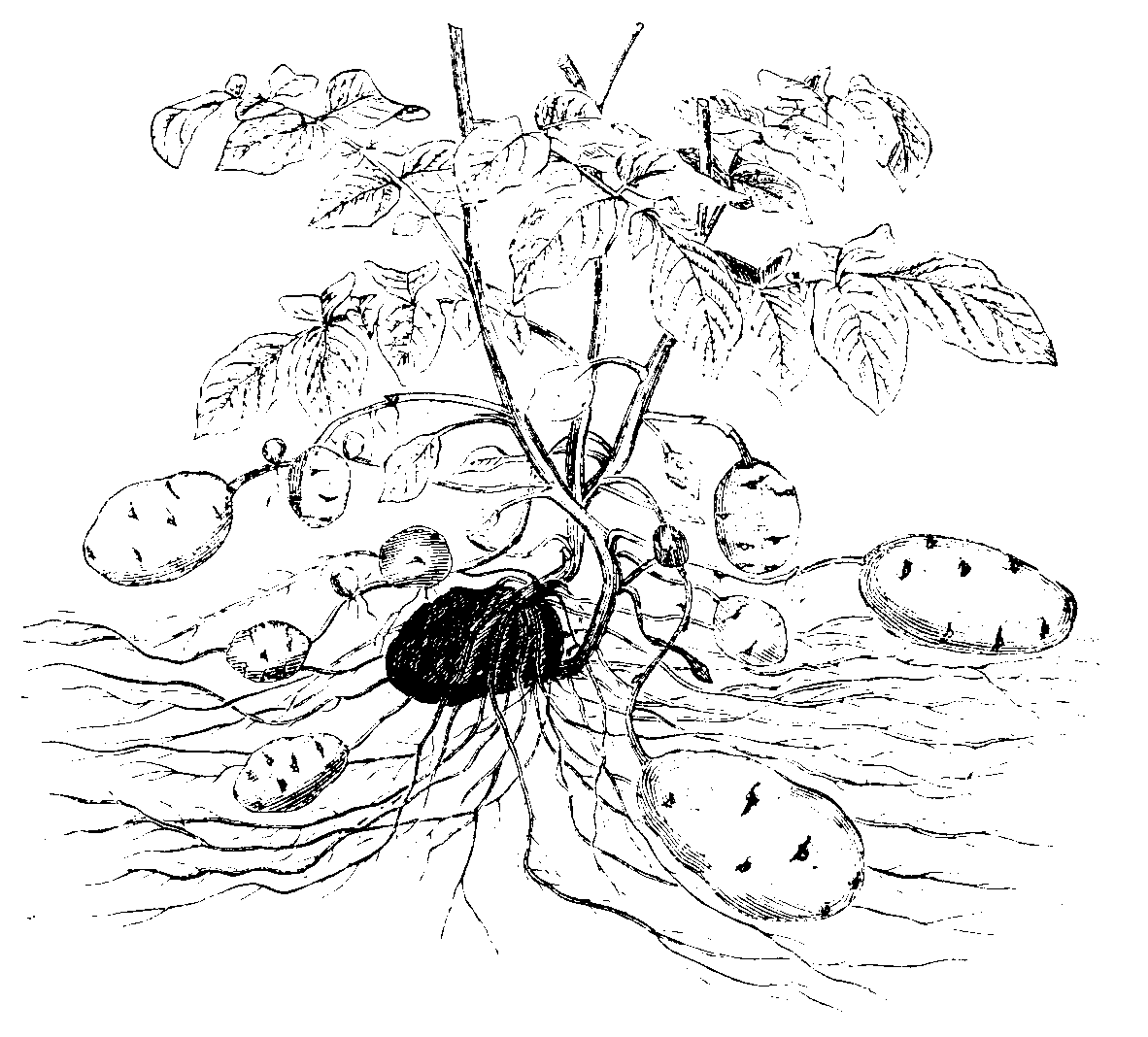
Solanum tuberosum, aspecto de la parte basal de la planta, en la que se muestran los tallos aéreos, los rizomas, los tubérculos y las raíces. En negro, el tubérculo «madre» o «semilla», que dio origen a la planta.

#### Tallos aéreos
Estos tallos, que se originan a partir de yemas presentes en el tubérculo utilizado como semilla, son herbáceos, suculentos y pueden alcanzar de 0.6 a 1 m de longitud; además, son de color verde, aunque excepcionalmente pueden presentar un color rojo purpúreo. Pueden ser erectos o decumbentes, siendo lo normal que vayan inclinándose progresivamente hacia el suelo en la medida que avanza la madurez de la planta. Los entrenudos son alargados en la subespecie andigena y más bien cortos en la subespecie tuberosum. En la etapa final del desarrollo de las mismas, los tallos aéreos pueden tornarse relativamente leñosos en su parte basal.

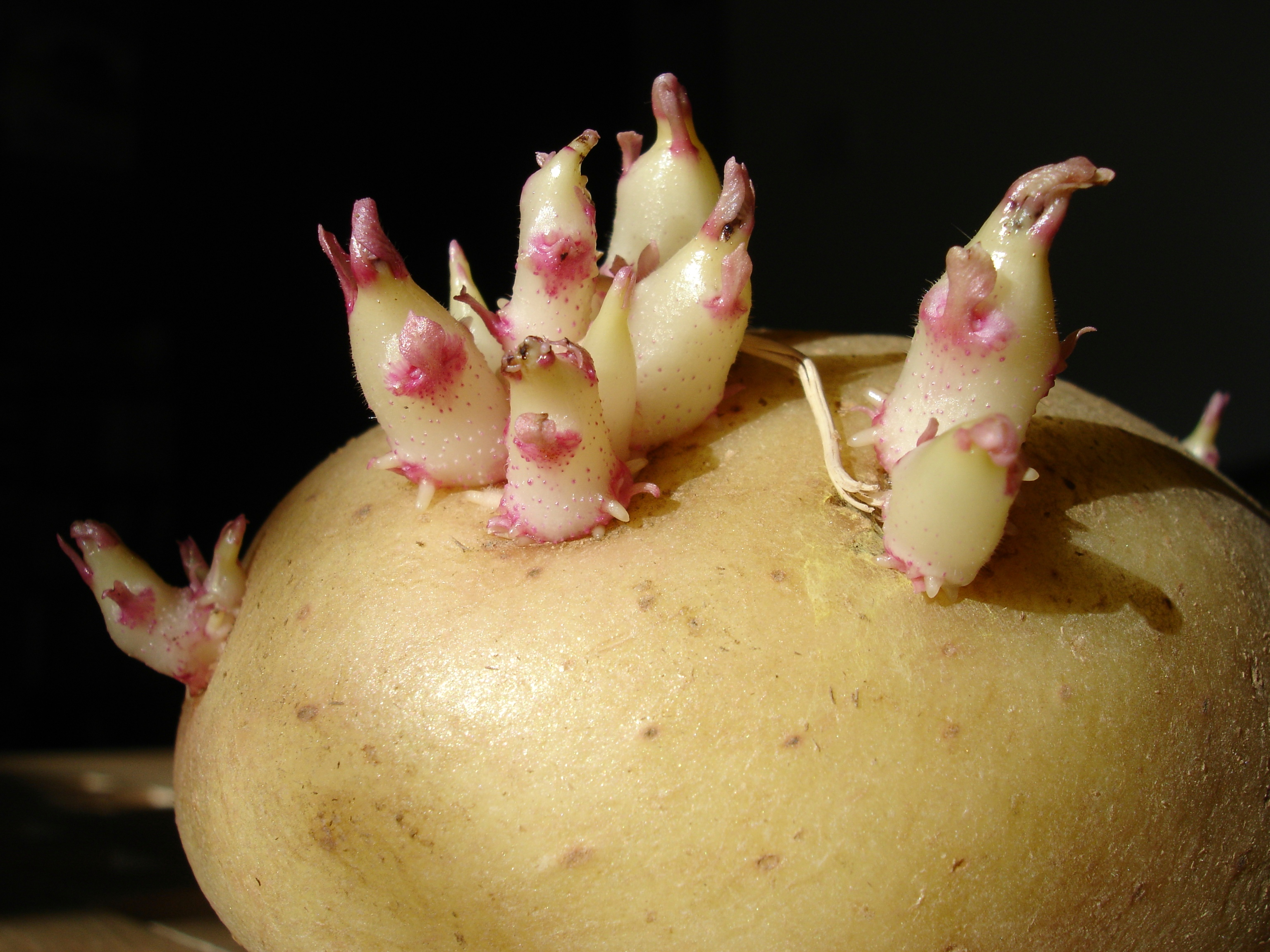
Brotes de Solanum tuberosum creciendo sobre el tubérculo. Estos brotes producirán los tallos aéreos de la planta. Se observan las raíces adventicias pequeñas en la base de los brotes.

#### Rizomas
Estos tallos rizomatosos están formados por brotes laterales más o menos largos que nacen de la base del tallo aéreo. Nacen alternadamente desde subnudos ubicados en los tallos aéreos y presentan un crecimiento horizontal bajo la superficie del suelo. Cada rizoma, en tanto, a través de un engrosamiento en su extremo distal, genera un tubérculo.

#### Tubérculos
El tercer tipo de tallo de la papa es subterráneo y se halla engrosado como una adaptación para funcionar como órgano de almacenamiento de nutrientes, el tubérculo.

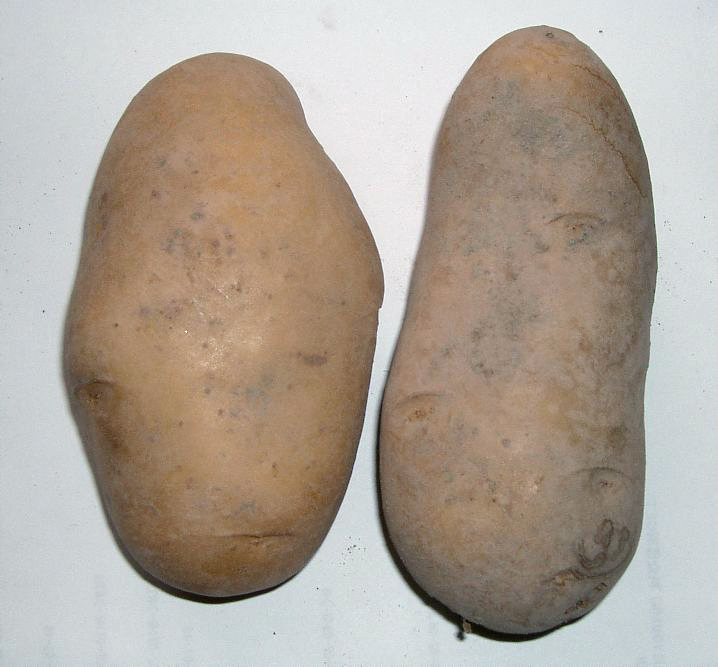
Tubérculos de papa. Obsérvese los ojos y las lenticelas sobre la superficie.

Los rizomas presentan una zona meristemática sub-apical, de donde se originan los tubérculos mediante un engrosamiento radial, producto del alargamiento de las células parenquimáticas y la pérdida de la polaridad de las mismas. Durante la formación del tubérculo, el crecimiento longitudinal del estolón se detiene y las células parenquimáticas de la corteza, de la médula y de regiones perimedulares sufren divisiones y alargamiento. En los tubérculos maduros, existen pocos elementos conductores y no hay un cámbium vascular continuo. Los tubérculos están cubiertos por una exodermis que aparece al romperse la epidermis que va engrosándose con el tiempo. Sobre su superficie existen «ojos», hundimientos para resguardar las yemas vegetativas que originan los tallos, que están dispuestos de forma helicoidal. Además, hay orificios que permiten la respiración, llamados lenticelas. Las lenticelas son circulares y el número de las mismas varía por unidad de superficie, tamaño del tubérculo y condiciones ambientales. Los tubérculos, en definitiva, están constituidos externamente por la peridermis, las lenticelas, los nudos, las yemas y, finalmente, por un fragmento o una cicatriz proveniente de la unión con el rizoma del cual se originaron; internamente se distingue la corteza, el parénquima de reserva, el anillo vascular y el tejido medular. Los tubérculos pueden presentar una forma alargada, redondeada u oblonga; su color, en tanto, puede ser blanco o amarillo (pulpa), violeta, café o rojizo (la cáscara).
Los tubérculos que afloran a ras del suelo adquieren un color verdoso en la parte donde reciben la luz solar por la acumulación superficial de clorofila —de color verde, al igual que las hojas y tallos— responsable, como en la mayor parte de la vegetación, de la fotosíntesis, maximizando así la absorción del CO2 del aire, por asimilación de su átomo de carbono y liberación de sus dos de oxígeno hacia la atmósfera. La parte verde de la papa expuesta a los rayos solares debe eliminarse en la preparación como alimento, debido a su toxicidad.

### Raíz

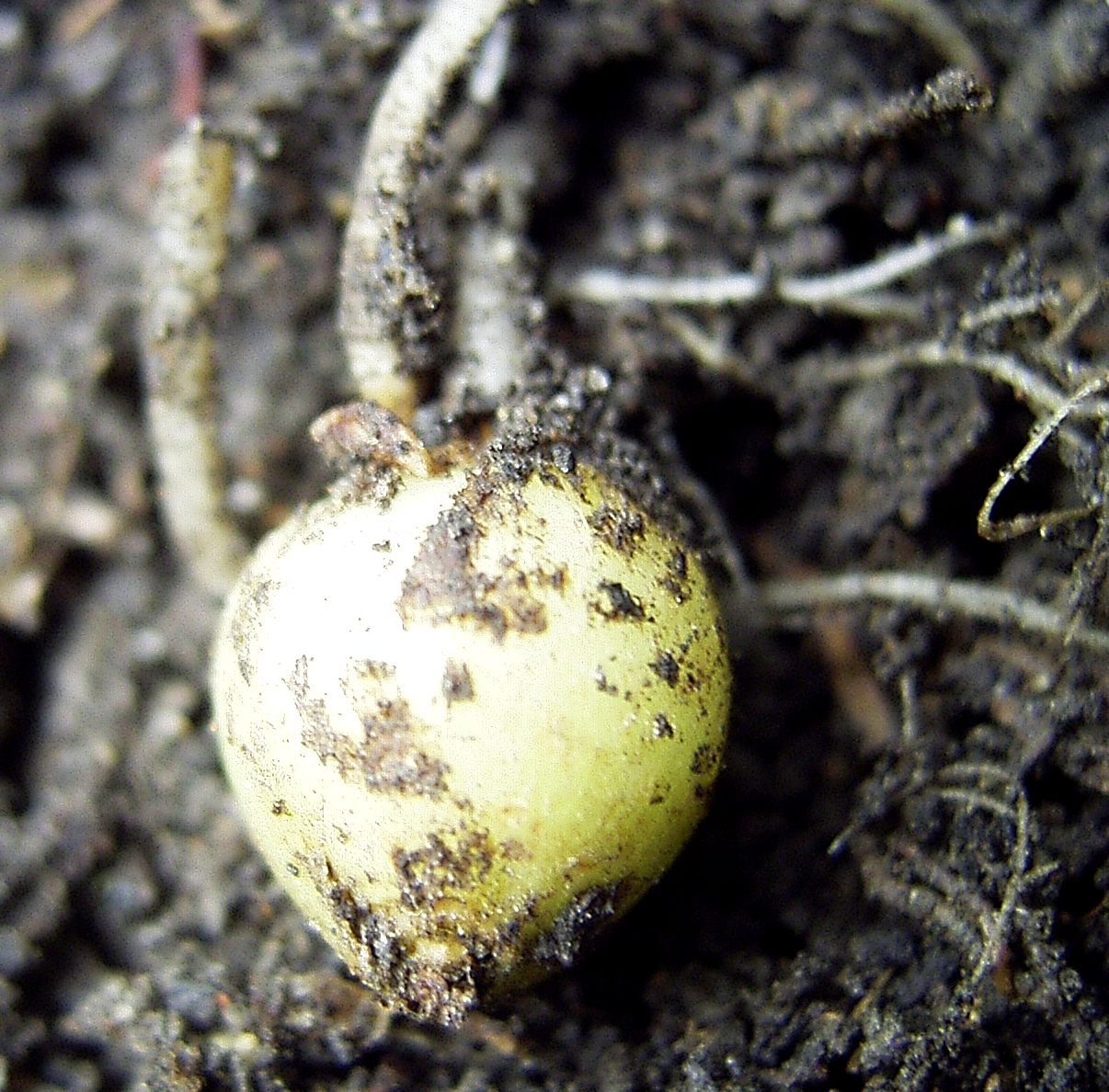
Tubérculo de papa que se desarrolla en el extremo de un rizoma

El sistema radical es fibroso, ramificado y extendido más bien superficialmente, pudiendo penetrar hasta 0.8 m de profundidad.
Las plantas originadas a partir de tubérculos, por provenir de yemas y no de semillas, carecen de radícula; sus raíces, que son de carácter adventicio, se originan a partir de yemas subterráneas. Estas raíces se ubican en la porción de los tallos comprendida entre el tubérculo semilla y la superficie del suelo; por esta razón, el tubérculo debe ser plantado a una profundidad tal que permita una adecuada formación de raíces y de rizomas.
A partir de los primeros estados de desarrollo, y hasta el momento en que comienza la formación de tubérculos, las raíces presentan un rápido crecimiento.

### Inflorescencia y flor

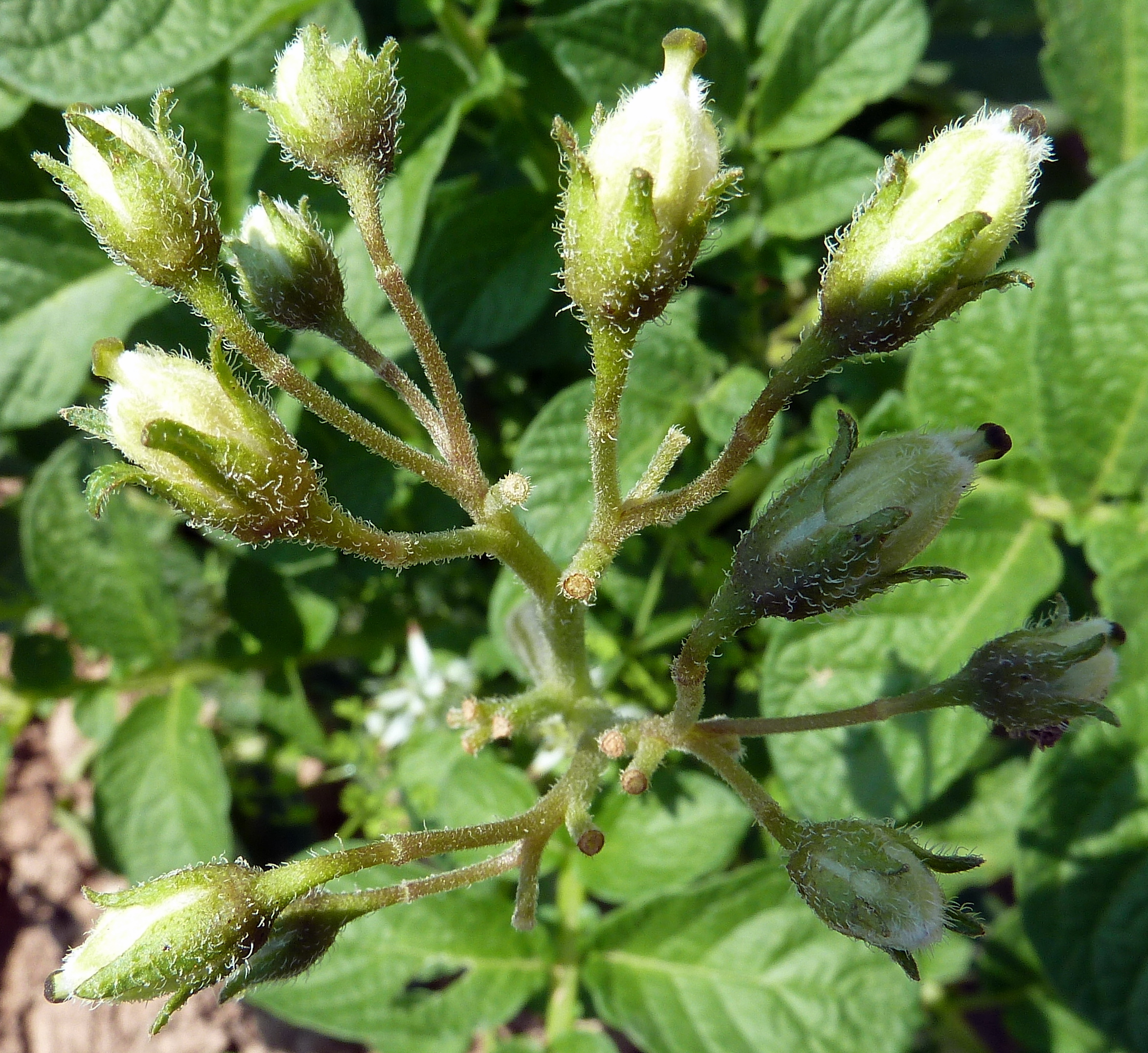
Inflorescencia en preantesis

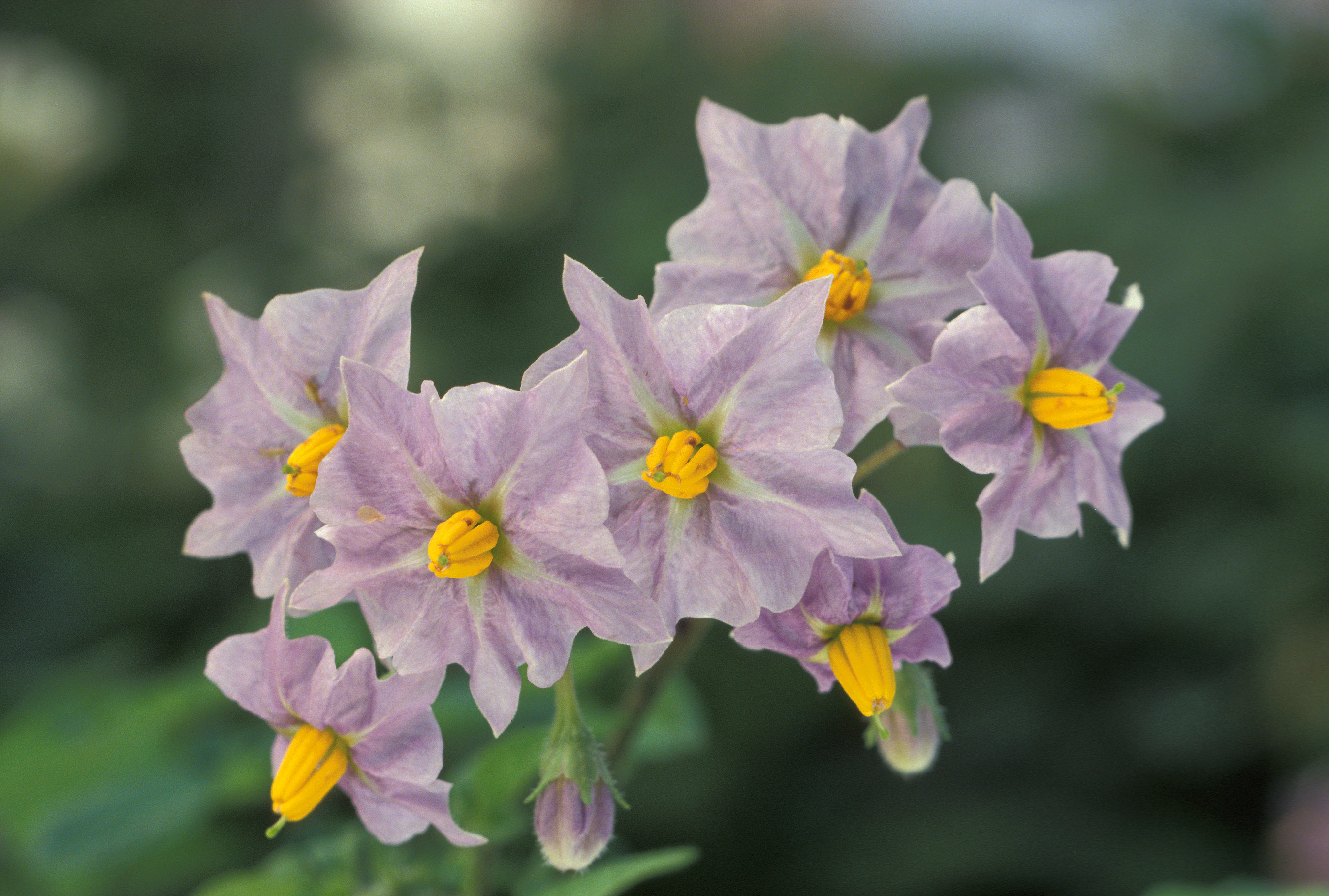
Inflorescencia y flores de la planta de papa

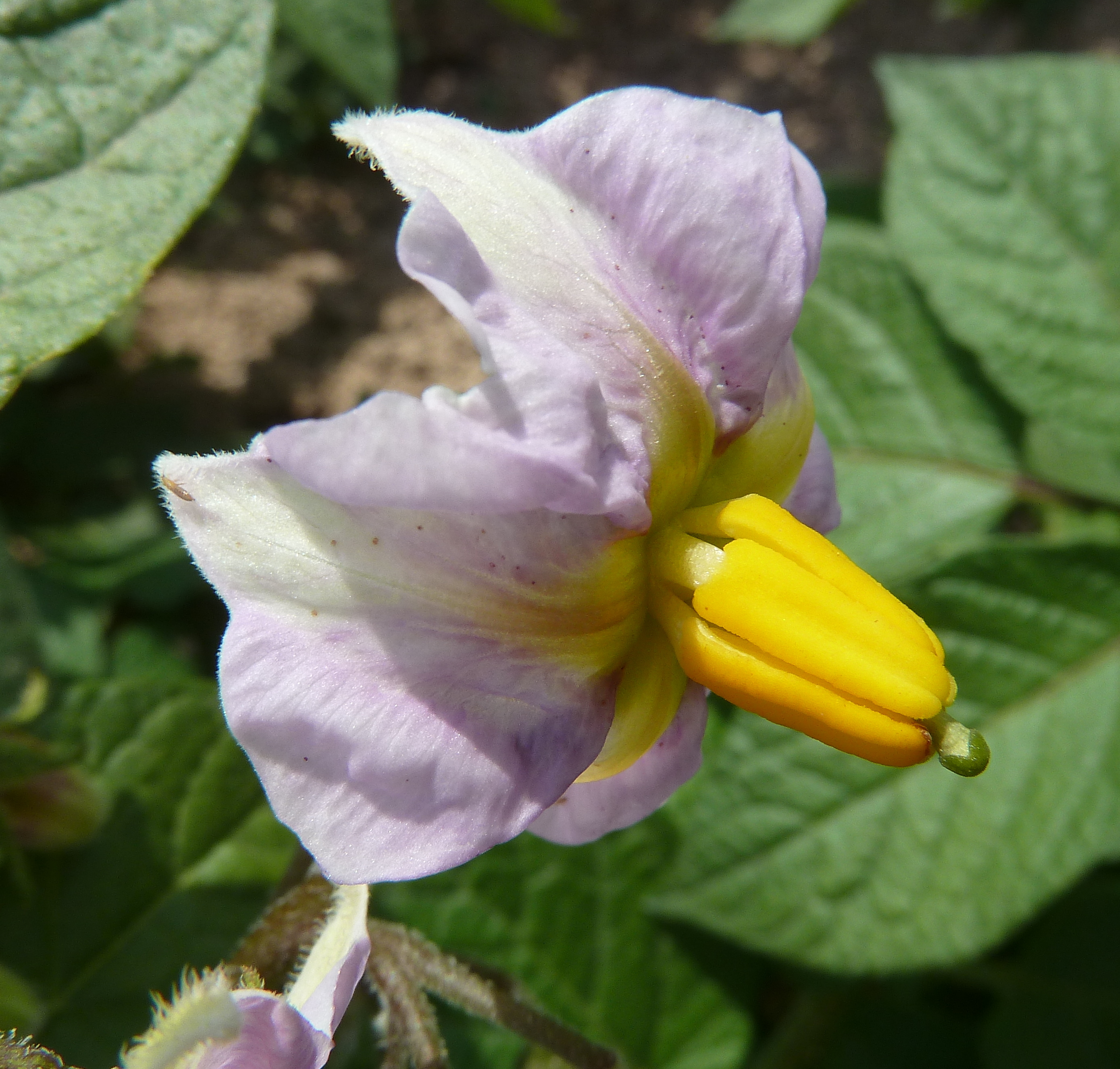
S. tuberosum: flor, detalle.

La inflorescencia en panícula o cima las cuales nace en el extremo terminal del tallo y el número de flores en cada una puede ir desde una hasta treinta, siendo lo más usual entre siete y quince. El número de inflorescencias por planta y el número de flores por inflorescencia están altamente influenciados por el cultivar. Aproximadamente en el momento en que la primera flor está expandida, un nuevo tallo desarrolla en la axila de la hoja proximal, el cual producirá una segunda inflorescencia.
Las flores tienen de 3 a 4 cm de diámetro, con cinco pétalos unidos por sus bordes que le dan a la corola la forma de una estrella. Las cinco anteras se hallan unidas formado un tubo alrededor del pistilo y presentan una longitud de 5 a 7 mm. El estigma generalmente es excerto más allá del anillo de anteras. La corola puede ser de color blanco o una mezcla más o menos compleja de azul, borravino y púrpura dependiendo del tipo y cantidad de antocianinas presentes.
Las anteras son de color amarillo brillante, excepto en los clones androestériles en los cuales adoptan un color amarillo claro o amarillo verdoso. Los estigmas son usualmente de color verde, a pesar de que algunos clones pueden presentar estigmas pigmentados. La protrusión de los estigmas por arriba de las anteras puede ir desde esencialmente ausente hasta el estilo tan largo como las anteras. La protrusión del estilo por fuera de la columna de anteras no ocurre hasta el día previo al de la apertura de la flor. Las flores en la ramificación más cercana a la base de la planta son las primeras en abrir y, en general, abren dos o tres por día. Las flores permanecen abiertas por dos a cuatro días lo que da como resultado que cada inflorescencia presente de cinco a diez flores abiertas al mismo tiempo durante el pico de la floración. La receptividad del estigma y la duración de la producción de polen es de aproximadamente dos días. La fertilización ocurre aproximadamente treinta y seis horas después de la polinización.
Es complicado clasificar a esta especie por su modo de reproducción ya que, si bien produce semillas por autofecundación (comportamiento propio de las especies autógamas), exhibe depresión endogámica (característica propia de las especies alógamas). Independientemente de lo anterior, las semillas que se producen en los frutos obtenidos por polinización libre son una mezcla de auto-polinizaciones con polinizaciones cruzadas, siendo las primeras las más numerosas.

### Fruto y semillas

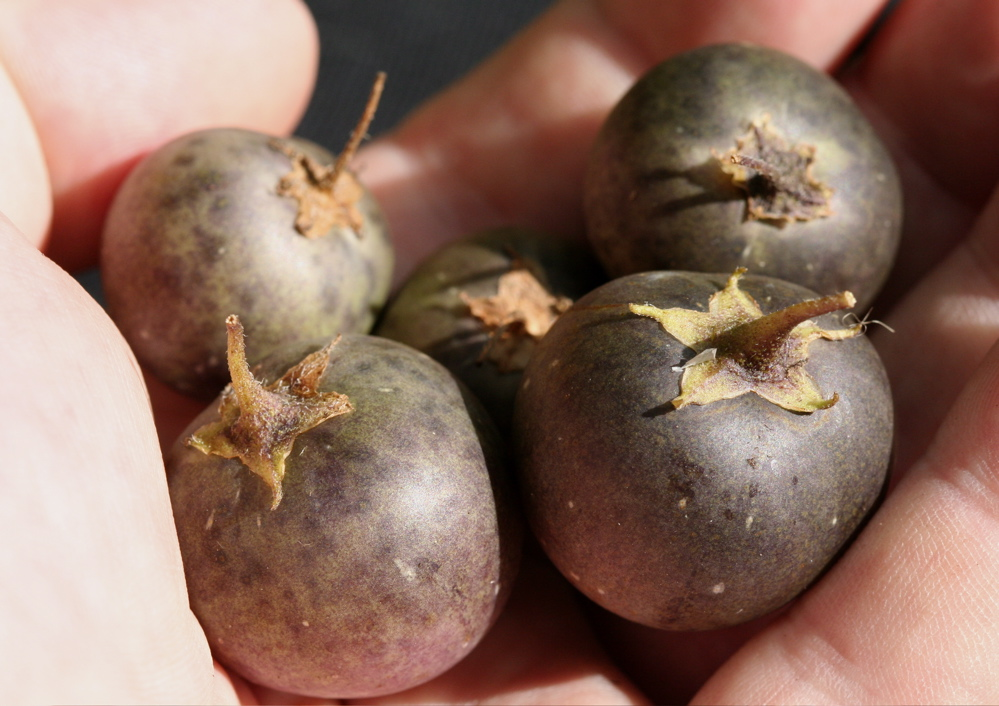
Frutos

El fruto de la planta de papa es una baya, de forma semejante a un tomate pero mucho más pequeña, la cual puede presentar una forma redonda, alargada, ovalada o cónica. Su diámetro generalmente fluctúa entre 1 y 3 cm, y su color puede variar de verde a amarillento, o de castaño rojizo a violeta. Las bayas presentan dos lóculos y pueden contener aproximadamente entre doscientas y cuatrocientas semillas. Las bayas se presentan agrupadas en racimos terminales, los cuales se van inclinando progresivamente en la medida que avanza el desarrollo de los frutos.
Las semillas son muy pequeñas, aplanadas, de forma arriñonada, y pueden ser blancas, amarillas o castaño amarillentas.

## Subdivisiones taxonómicas

### Morfología, distribución y origen de las subespecies

Mapa de distribución de las subespecies de Solanum tuberosum:
S. t. andigenum en dorado y
S. t. tuberosum en marrón.

Pertenece a la subsección Potatoe del género Solanum, la cual se distingue de las restantes subsecciones del género debido a que las especies que agrupa presentan tubérculos verdaderos formados en el extremo de rizomas. La Serie Tuberosa, a su vez, se caracteriza por sus hojas imparipinnadas o simples, su corola rotada o pentagonal y sus bayas redondeadas. La especie S. tuberosum se diferencia de las otras especies de la misma serie taxonómica por presentar la articulación del pedicelo en el tercio medio, los lóbulos del cáliz cortos y dispuestos de modo regular, las hojas frecuentemente arqueadas, los folíolos siempre ovados a lanceolados, aproximadamente del doble de largo que de ancho y los tubérculos con un período de dormición bien marcado.
Solanum tuberosum se divide en dos subespecies:
- S.t. andigena: La subespecie S.t. andigena se cultiva pero de modo restringido en ciertas regiones de América Central y América del Sur.[14][15] Es nativa de los Andes; se distribuye desde Venezuela hasta el norte de Argentina, haciendo epicentro en las cordilleras del Perú.[14]

- S.t. tuberosum: La subespecie S.t. tuberosum es la ampliamente cultivada en todo el mundo (América del Norte, Asia, Europa[16] y África). Es indígena de la Isla de Chiloé, el archipiélago de Chonos y áreas adyacentes de Chile.

Las diferencias morfológicas entre las dos subespecies de S. tuberosum son muy pequeñas y se consignan en la siguiente tabla. La principal diferencia entre las dos subespecies es que S.t. andigena depende de un fotoperíodo corto para tuberizar. Además de estas diferencias morfológicas, ambas subespecies se hallan netamente diferenciadas a nivel genético, tanto a nivel del genoma cloroplástico como nuclear.
| Característica                                 | Subespecie S.t. andigena     | Subespecie S.t. tuberosum        |
| ---------------------------------------------- | ---------------------------- | -------------------------------- |
| Hojas                                          | Muy divididas                | Menos divididas                  |
| Folíolos                                       | Estrechos                    | Amplios                          |
| Ángulo que forma la hoja con respecto al tallo | Agudo                        | Obtuso                           |
| Pedicelo                                       | No se engrosa hacia el ápice | Se engrosa hacia el ápice        |
| Respuesta al fotoperíodo para tuberizar        | Necesita días cortos         | Tuberiza en días largos o cortos |
| Ojos en el tubérculo                           | Profundos                    | En general superficiales         |
| Forma del tubérculo                            | Generalmente redondeado      | Usualmente alargado              |

Con respecto al origen genético de ambas subespecies, actualmente es claro que la gran diversidad genética de la subespecie S.t. andigena (con innumerable cantidad de variedades criollas descritas y una gran diversidad a nivel del genoma nuclear y cloroplástico) es la subespecie original y la que ha dado origen a S.t. tuberosum. Las diferencias a nivel del ADN cloroplástico son de suficiente magnitud como para poder ser utilizadas como marcador genealógico para determinar inequívocamente cómo se ha originado la subespecie S.t. tuberosum. Así, se ha documentado que existen cinco genotipos de cloroplastos para la subespecie S.t. andigena (denominados A, C, S, T y W), mientras que la subespecie S.t. tuberosum presenta solo tres tipos (A, T y W). El tipo más frecuentemente hallado en la subespecie S.t. tuberosum es el «T», caracterizado por una deleción de 241 pares de bases. Los estudios del ADN cloroplástico de una gran cantidad de variedades de ambas subespecies permitieron concluir que la subespecie S.t. tuberosum se originó a partir de la subespecie S.t. andigena después de que esta última se cruzara con una especie tuberosa silvestre que se distribuye por el sur de Bolivia y el norte de Argentina, Solanum tarijense.

### Otras especies o grupo de cultivares cultivados

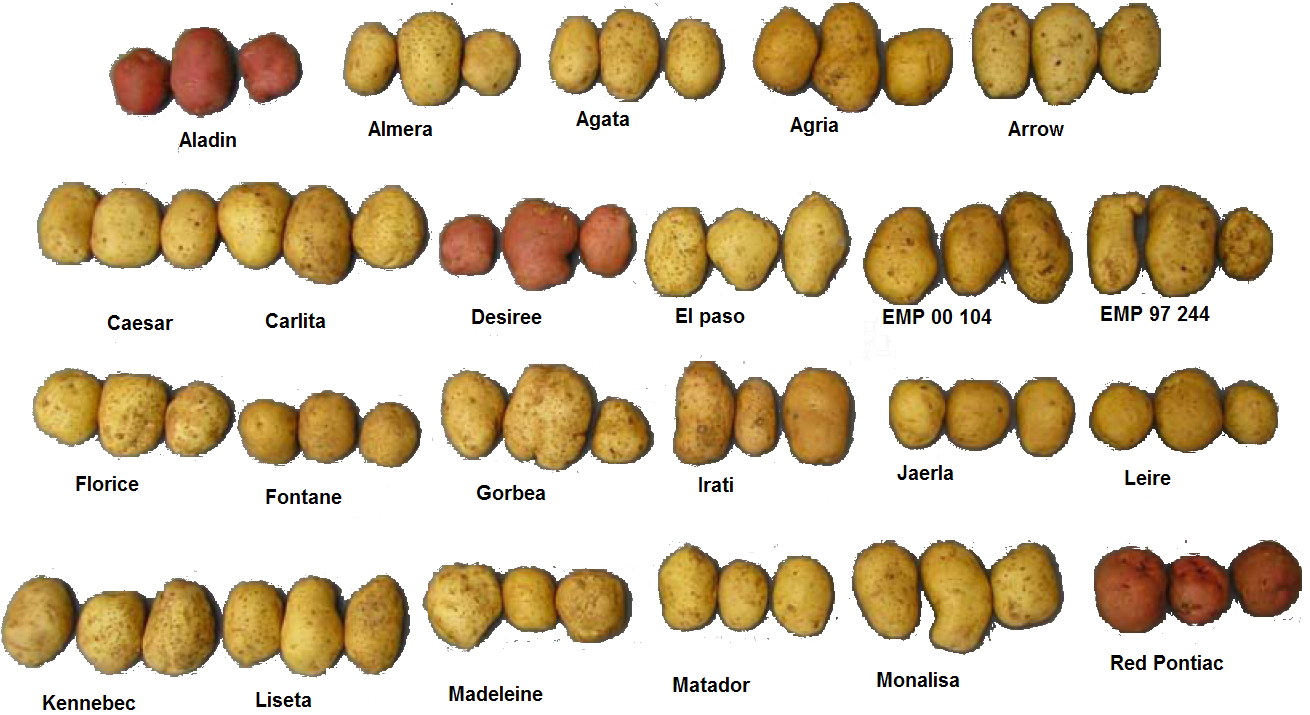
Algunas variedades de papa.

Además de Solanum tuberosum, se han domesticado, seleccionado y cultivado durante cientos de años algunas otras especies tuberosas de Solanum. Solanum phureja, por ejemplo, es una especie diploide que se cultiva en los valles montañosos de América del Sur. Se distingue claramente de las restantes especies de papas cultivadas debido a que no presenta dormición de los tubérculos (es decir, el tubérculo inicia inmediatamente su brotación después de formado, sin que medie un período de reposo o dormición). Esta característica permite que las variedades de S. phureja puedan ser replantadas inmediatamente en aquellas zonas de climas benignos en las cuales es posible el cultivo continuo a lo largo de todo el año.
Otras especies diploides cultivadas son Solanum stenotomum, S. × ajanhuiri y S. goniocalyx. La primera de ellas se cultiva en la misma región que S. phureja. La segunda es una especie muy resistente que se cultiva en las tierras altas de Bolivia, donde su tubérculo se utiliza para producir la tunta o chuño blanco, resultado del liofilizado y posterior lavado de los tubérculos. Finalmente, S. goniocalyx (sin.: S. stenotomum ssp. goniocalyx) se cultiva en los valles bajos del Perú, donde se la conoce como papa amarilla.
Además de estas especies diploides, se cultivan algunos clones triploides, los cuales son el resultado de la hibridación interespecífica entre una especie tetraploide y otra diploide, son sexualmente estériles y se preservan indefinidamente por propagación vegetativa. Solanum × juzepczukii, conocida como «papa amarga», es un ejemplo de este tipo de especies. Se considera que es el resultado de la hibridación entre una especie tetraploide (S. acaule) y una especie cultivada diploide. Posteriormente, la hibridación de S. juzepczukii con S. tuberosum ssp. andigena dio origen a otra especie híbrida, pentaploide, estéril y amarga, denominada Solanum × curtilobium. Estas dos especies se cultivan en ciertas zonas de la región del Altiplano del Perú y Bolivia. Otra especie triploide cultivada es Solanum × chaucha, la cual no es amarga.
Las especies mencionadas, muchas veces son morfológicamente indistinguibles entre sí lo que, sumado a su ascendencia híbrida, orígenes múltiples y dinámica evolutiva, ha llevado a algunos taxónomos a proponer que se las considere como ocho grupos de cultivares dentro de la misma especie: Solanum tuberosum. Los grupos de cultivares son los siguientes: Ajanhuiri, Andigenum, Chaucha, Chilotanum, Curtilobum, Juzepczukii, Phureja y Stenotomum.

### Otras especies que también se llaman «papa»
Algunas especies cultivadas por sus tubérculos o raíces comestibles también reciben el nombre de «papa» aunque no presentan ninguna relación con Solanum tuberosum. Algunos ejemplos son la llamada «papa lisa» que es el tubérculo de Ullucus tuberosus, la «oca» (Oxalis tuberosa) y el «ñame» (varias especies del género Dioscorea). En Bolivia, por su parte, también está la llamada «papa balusa» (Colocasia esculenta).

### Variedades
Los expertos han desarrollado miles de variedades, muchas de las cuales van quedando obsoletas por la aparición de otras con mayor rendimiento y adaptabilidad, de manera que sólo se consumen unas pocas decenas.
Las variedades se pueden diferenciar por el color de la epidermis y de la pulpa, la resistencia a enfermedades, la duración del ciclo de cultivo y los requisitos nutricionales, entre otras características de relevancia productiva. Rasgos irrelevantes para la producción, pero que sirven para identificar cultivares, son el color de las flores, la rugosidad de la epidermis y la profundidad de los ojos.
Los cultivares modernos suelen ser de forma redondeada, con la piel amarilla o rosada, la pulpa blanca o amarilla y los ojos poco profundos. En los países de origen del cultivo también se conocen variedades tradicionales con estas formas, pero además existen muchas otras de piel púrpura, azul o bicolor, de carne azulada, violeta o amarilla y de formas alargadas, curvas o casi esféricas.
Debido a la «nouvelle cuisine», existe un interés renovado por las papas de colores poco habituales para agregar novedad o para adornar los platos y están saliendo al mercado cultivares que recuperan las características antiguas.

#### Algunas variedades tradicionales del Perú

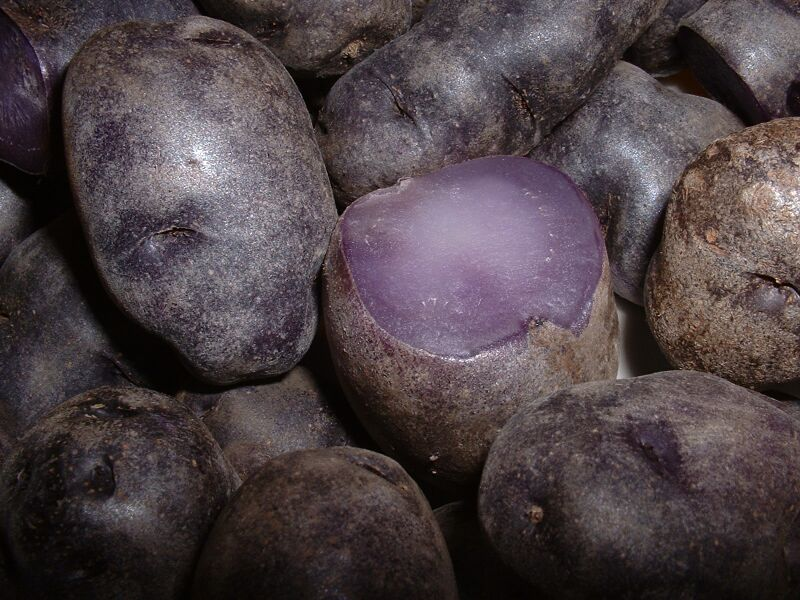
Tubérculos de una variedad peruana de papa con piel y pulpa de color púrpura

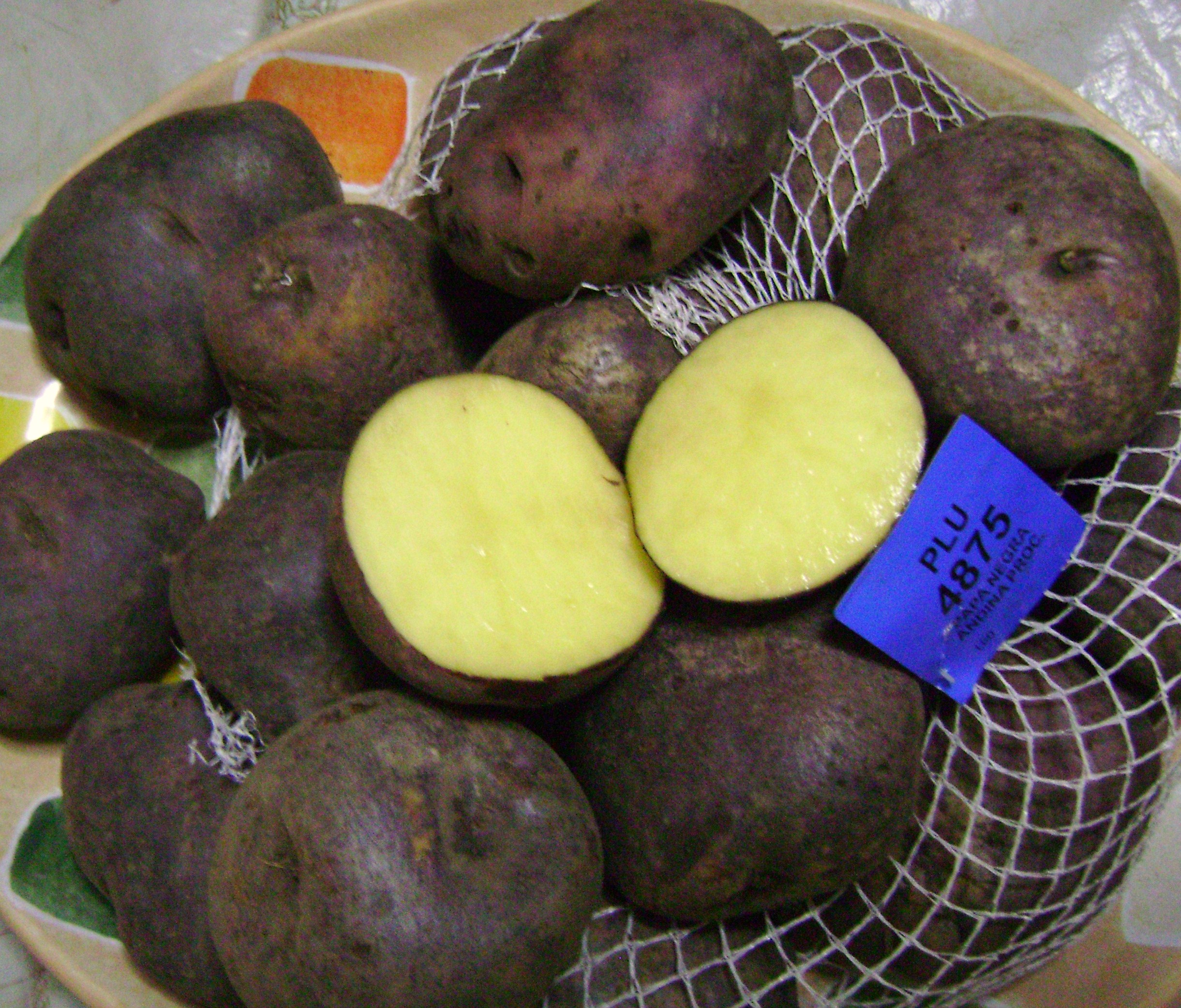
Tubérculos de papa negra peruana obtenida en un supermercado de Lima (Perú). Nótese el intenso color amarillo de su pulpa.

Se estima que en Perú existen más de cinco mil variedades de papas nativas o criollas. Gran parte de ellas no pueden ser cultivadas fuera de los Andes peruanos debido a que requieren particulares condiciones climáticas y agroecológicas.

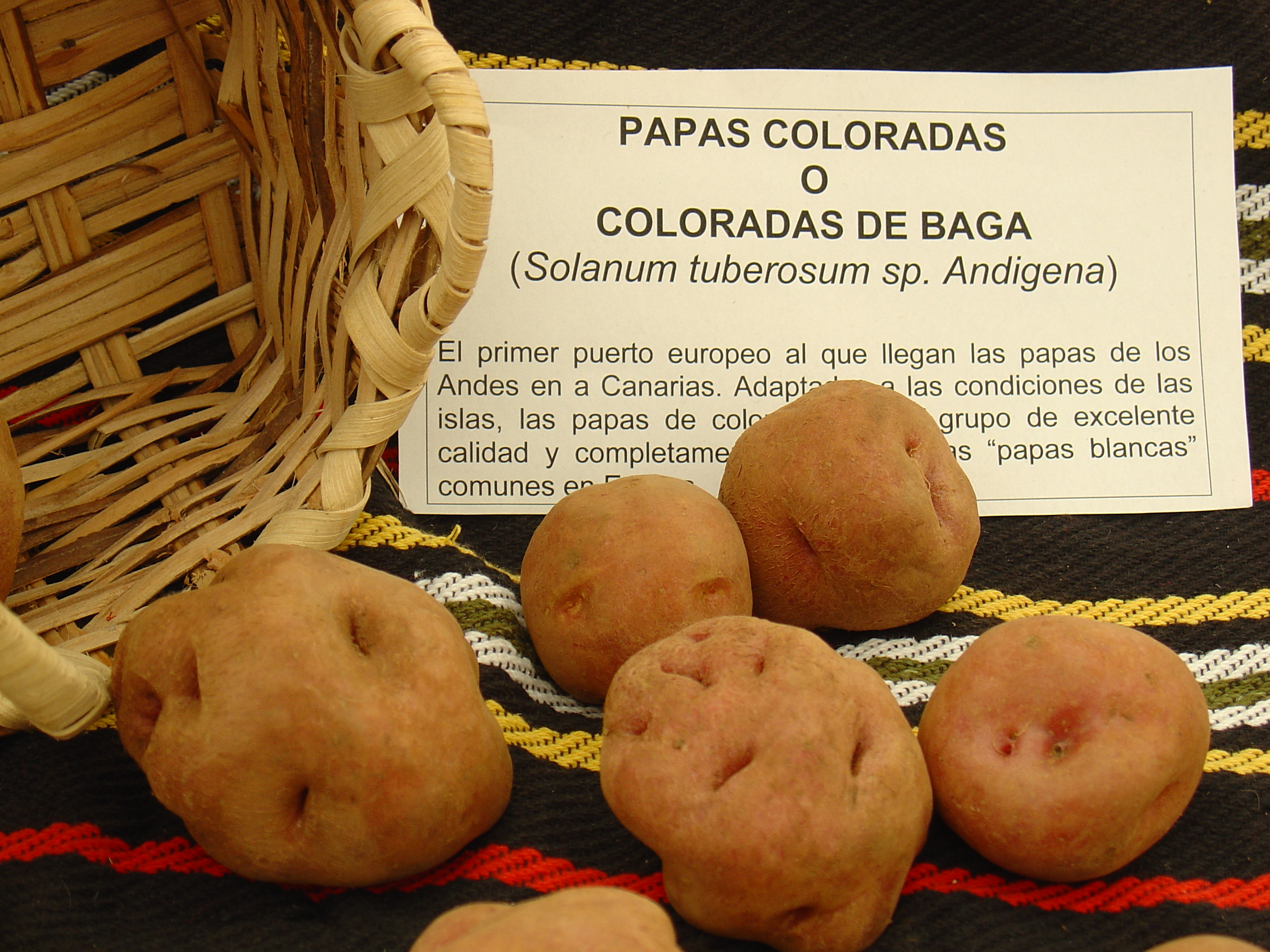
Solanum tuberosum ssp andigena. Los cultivares de esta subespecie de papa son originarios y típicos del Perú y Bolivia. Se han distribuido a otros lugares del mundo, como el caso de la «papa colorada» de las Islas Canarias, cuyos tubérculos se muestran en la imagen.

Algunas de las variedades tradicionales del Perú son:
Amarilla
Por su textura, rica en materia seca, se presta para puré. También se consume sancochada con salsas, al horno, envuelta en papel aluminio; o en un plato típico de Perú, denominado causa a la limeña. En Colombia es conocida como papa criolla o amarilla; se come cocida, frita, en puré, asada y en sancochos, es el ingrediente principal y característico del ajiaco santafereño, plato típico de Bogotá. En Venezuela se denomina papa colombiana.
Blanca
Es la papa más consumida en el mundo debido a su facilidad y gran uso, además puede crecer en cualquier suelo y en cualquier estación del año. Su uso es múltiple y muy variado ya que también puede cumplir las mismas funciones de las otras variedades de papas, se usa principalmente en las papas fritas, chifles de papas, agua de papa, harina de papa; pan de papa y aceite de papa. También se usa casi con frecuencia al igual que la papa rosada en la elaboración de la papa rellena; y también se puede usar al igual que la papa amarilla (aunque con menor frecuencia) en la elaboración de la causa y el puré. La función de esta papa no puede ser reemplazada por otra, debido a que existen ciertas comidas que solamente pueden hacerse con este tipo de papa, debido a que no poseen la misma facilidad; un claro ejemplo son las papas fritas (si se hacen con otro tipo de papa, el sabor y el resultado no es el mismo).
Canchán
También llamada «rosada» por el color de su piel. Sirve para el locro o la huatia, y es apropiada para preparar la papa rellena,. Esta variedad es resistente a la rancha y está adaptada a las condiciones de la Sierra Central, hasta 2700 m s. n. m., y en la costa central del Perú.
Colorada
Variedad de amplia difusión en las Islas Canarias; supone un contrapunto a la papa blanca de consumo típico en España. Se sirve habitualmente acompañada de salsas, como el mojo rojo, mojo picón o el mojo verde. Con esta papa se elabora el pipián. «Papa colorada» es además uno de los nombres comunes de una raíz tuberosa andina conocida también como oca (Oxalis tuberosa).
Huamantanga
Para muchos es la estrella de los tubérculos. Se produce solamente en la sierra peruana, por lo que su presencia en otros mercados es estacional. Tiene el color de la papa blanca pero la textura de la papa amarilla y se consume sancochada o en guisos. Una vez cocida, se pela con mucha facilidad.
Negra
Con este nombre se conoce a la papa mariva, aunque también ha sido bautizada en los mercados como «tomasa negra». Esta papa es harinosa, ligeramente dulce y de sabor muy agradable. Se usa en casi todas las formas: guisada, sancochada, frita y en puré. Es ideal para hacer papa rellena porque se dora muy bien. Esta variedad ha encontrado también una notable difusión en las Islas Canarias, más concretamente en Tenerife, La Palma y La Gomera, aunque también ocasionalmente en las demás islas. Se presenta sobre todo en forma de «papas arrugadas», es decir, papas cocinadas en agua con abundante sal, acompañadas de mojo picón (mojo rojo o colorado) o bien mojo de cilantro (mojo verde).
Perricholi
Es muy parecida a la papa blanca y como ella, es dulce y llena de agua, por eso es indicada para freír. Las pollerías la prefieren porque no se oscurece una vez pelada y es la papa que se usa industrialmente. Este nombre fue dado en recuerdo de la actriz teatral limeña Micaela Villegas mal apodada la «La Perricholi».
Peruanita
Papa de piel bicolor y extraordinario sabor. Es muy apropiada para hacerla hervida con sal y un toque de mantequilla. Si se quiere se la puede envolver en papel aluminio, pero mejor es sancocharla ya que por su cáscara delgada se puede comer tal cual.
Rosada
También llamada norteña. Tiene la piel rosada, y su pulpa es parecida a la de la papa blanca. Se utiliza en la elaboración de la papa rellena, también se las puede consumir sancochadas, especialmente en los caldos y sopas.
Tarmeña
Tiene la piel parecida a la peruanita pero su pulpa no es amarilla sino color crema. Usada habitualmente en la elaboración del plato causa a la limeña por su textura cremosa y aterciopelada. También queda muy bien al horno, asada y frita. Se la puede usar en el lomo saltado.
Tomasa
Es una papa de ojos morados similar a la «yungay», cuando su cáscara es un poco áspera es muy rica cuando se sancocha. Es una variedad que ya no se cultiva mucho, pero todavía se la puede hallar en zonas como los valles de Huancavelica y Ascensión.
Yungay
Es una papa con una textura muy similar a la papa amarilla pero con una degradación mucho menor, puede mantenerse almacenada por mucho tiempo sin que se descomponga además de ser muy versátil en la cocina

#### Variedades tradicionales de Chile

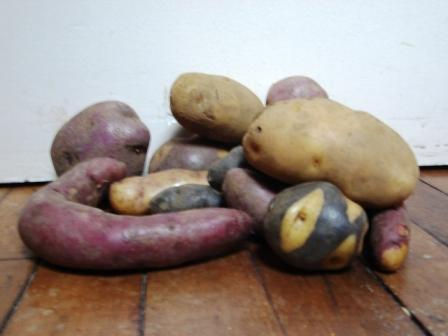
El Archipiélago de Chiloé en Chile es la cuna de unas trescientas variedades de papas nativas, todas pertenecientes a la subespecie Solanum tuberosum ssp. tuberosum. En la imagen se muestran los tubérculos de cinco de tales variedades conjuntamente con un cultivar moderno (el más grande de piel clara a la derecha de la fotografía).

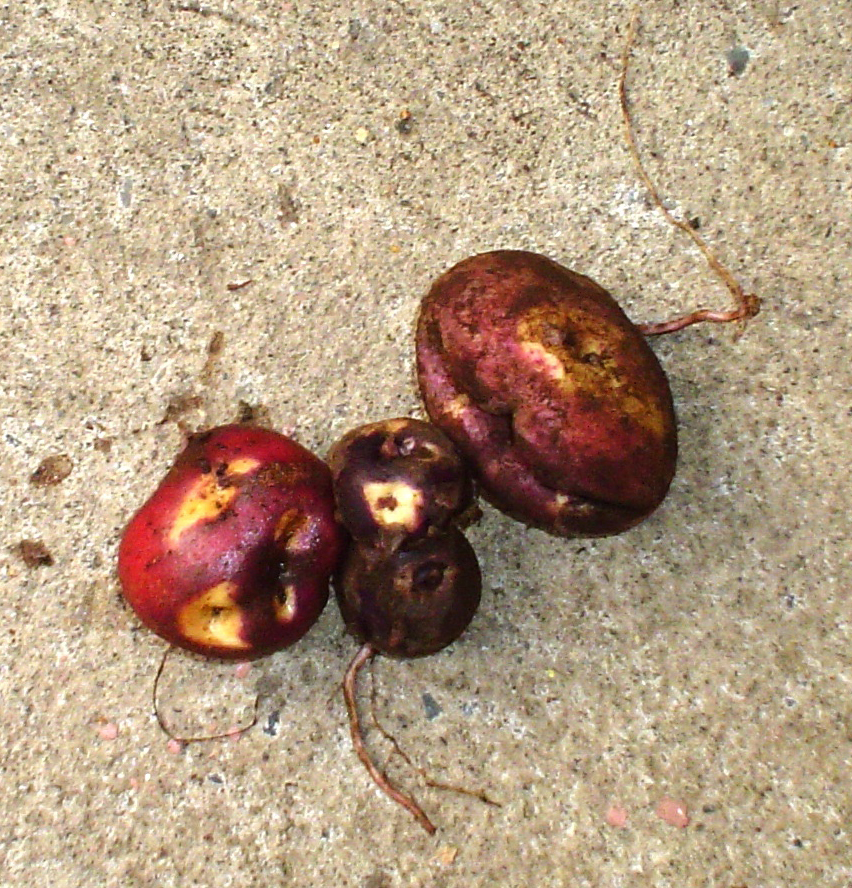
Variedad «Cabrita», Chiloé

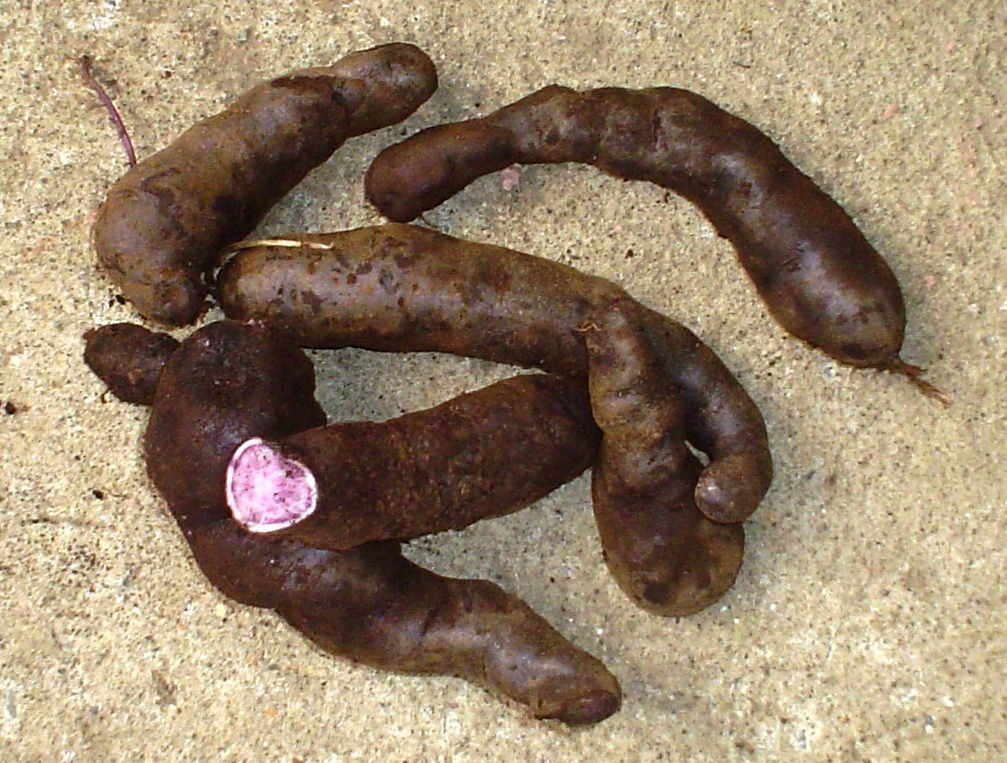
Variedad «Guadacho», Chiloé

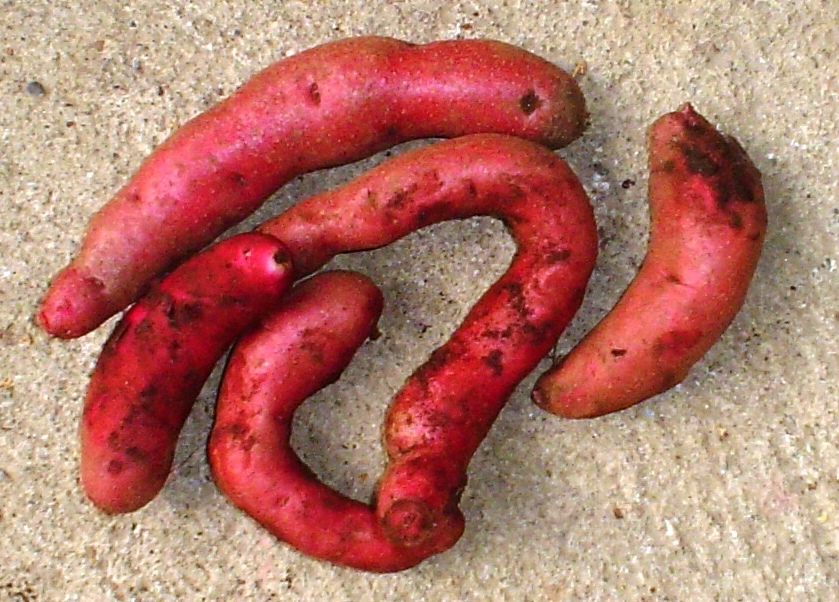
Variedad «Michuñe», Chiloé

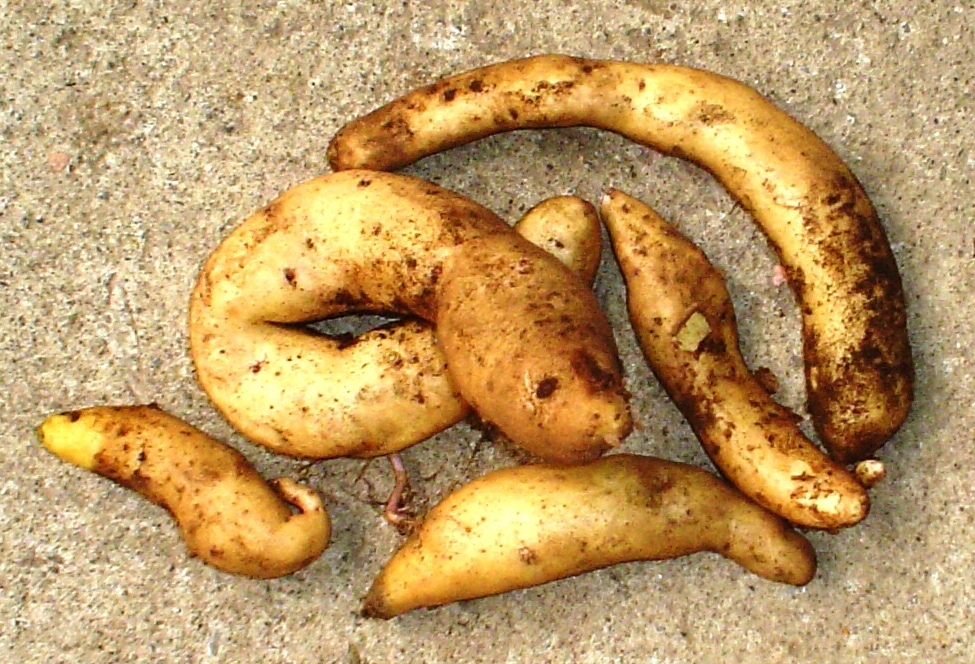
Variedad «Michuñe blanca», Chiloé

A continuación se listan y describen algunas variedades nativas sólo de la región de Chiloé, donde se conocen al menos trescientas variedades, como una muestra de la diversidad que puede presentar la papa. Las descripciones contemplan principalmente el color de la piel y de la pulpa, la forma del tubérculo tanto en su sección longitudinal como transversal y las características de los ojos.
Asoberana
Tubérculo de piel rosada, textura de piel ligeramente casposa. Ojos intermedios y escasos. Ceja alargada y prominente. Ombligo superficial. Forma de tubérculo oval alargada, sección transversal aplastada. Pulpa de color amarillo.
Cabrita
Presenta tubérculo de piel variegada, morada a púrpura, amarilla en los ojos y alrededor de estos. La textura de la piel es lisa. Los ojos son profundos y muy abundantes. Los tubérculos son de forma irregular con la sección transversal redondeada. El color de la pulpa varía según la zona considerada, desde morado a amarillo.
Cacho negra
Tubérculo de piel morada, azul muy oscura, casi negra, textura de piel lisa. Ojos profundos, muy abundantes. Ceja alargada y aplastada. Forma de tubérculo muy alargada, contorno irregular, sección transversal redondeada. Color de pulpa: peridermo ancho morado, corteza crema ligeramente pigmentada. De anillo vascular a médula se observa un jaspeado morado que se atenúa hacia el centro de esta.
Camota
Posee un tubérculo de piel variegada; morada púrpura, amarillo en los ojos y alrededor de estos. La textura de la piel es lisa y los ojos son abundantes. La forma del tubérculo es redondeada con sección transversal redonda y el ombligo ligeramente hundido. El color de pulpa es amarillo con pigmentación púrpura intensa en la peridermis y parte de corteza y jaspeado púrpura desde el anillo vascular hacia médula.
Cielo
El tubérculo presenta piel morada muy pálida, y de tono más intenso en los ojos y la corona: la textura de la piel es ligeramente casposa, es decir, algo áspera. Los ojos son superficiales y escasos. La forma del tubérculo es redondeada y de sección transversal aplastada. El ombligo es hundido y la pulpa es de color blanco.
Huicaña
Posee tubérculos de piel morada, azul muy oscura a casi negra. Los ojos son profundos y escasos. La forma del tubérculo es redondeada deforme con contorno irregular, sección transversal redondeada. La peridermis es gruesa de color morado oscuro, la corteza es de color crema y desde el anillo vascular hacia la médula se observa un jaspeado morado intenso, concentrado hacia los ojos.
Magallanes
Tubérculo de piel rosada, pigmentación más fuerte en ojos, textura de piel ligeramente casposa. Ojos intermedios, escasos. Ceja alargada muy notoria. Forma de tubérculo ovalada, sección transversal aplastada. Pulpa color amarillo pálido.
Michuñe blanca
Presenta tubérculo de piel blanca o amarilla clara con textura de piel lisa. Los ojos son profundos y muy abundantes. La forma del tubérculo es muy alargada y con contorno irregular, la sección transversal es cilíndrica. El color de la pulpa es amarillo pálido. La variedad «Michuñe azul» presenta las mismas características morfológicas pero la piel es morada, desde azul a casi negra. Finalmente, la variedad «Michuñe» tiene tubérculos con piel de color rojo.
Ñocha
Tubérculo de piel variegada; rosada, gran área de ojos amarillos, textura de piel lisa. Ojos profundos, muy abundantes. Ceja alargada y aplastada. Forma de tubérculo muy alargada y con contorno irregular, sección transversal redonda. Pulpa de color crema pálido, anillo vascular con pigmentación púrpura que se extiende hacia corteza y médula. Hacia la médula la pigmentación es más diluida.
Pachacoña
Son papas con tubérculo de piel blanca a amarillo claro y con ombligo ligeramente morado, a veces esta pigmentación puede estar ausente. La textura de la piel es ligeramente casposa. Los ojos son superficiales con una ligera pigmentación morada y abundantes.
El tubérculo es redondeado y de sección transversal ligeramente aplastada. Ombligo ligeramente hundido. La peridermis es de un color amarillo claro que penetra 1 a 2 mm. hacia la corteza, el resto es morado intenso con sectores claros principalmente en la médula.

#### Otras variedades criollas
En Argentina se conocen otras variedades antiguas, por ejemplo la pequeña «paparuna» usada para ofrendar a la deidad Pachamama.

## Domesticación

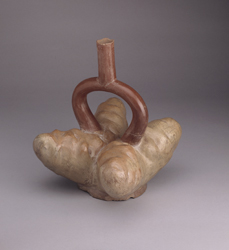
Cerámica de la cultura mochica que representa tubérculos de papa. Museo Larco, Lima, Perú.

La historia de la domesticación de la papa, tanto como su difusión posterior, está siendo ensamblada lentamente a través de la consideración conjunta de los hallazgos realizados por distintas disciplinas científicas. Así, la interpretación de los restos arqueológicos y paleobotánicos se suma a los datos aportados por la genética y la biogeografía de la papa cultivada y sus congéneres silvestres, así como también a las analogías que los etnobotánicos pueden realizar a través de observaciones sobre el cultivo, procesamiento y almacenamiento de la papa que muchas comunidades indígenas llevan a cabo en la actualidad.
Para iniciar la agricultura es indispensable el asentamiento de una población estable de cazadores, pescadores y recolectores, localizada en regiones con abundantes recursos disponibles de caza o pesca. Precisamente, ese es el caso de los primitivos asentamientos humanos que desarrollaron la cultura Tiahuanaco en la cuenca del lago Titicaca, donde además de la pesca encontraron auquénidos.
En la región central de Perú, en el Cañón de Chilca al sur de Lima, el antropólogo F. A. Engel (1970) encontró papas fósiles con una antigüedad estimada de 10 500 años y verificada de 7000. Más tarde, fue hallada, ilustrada y descrita una colección de veintiún tubérculos de papa provenientes de cuatro sitios arqueológicos diferentes situados en el valle Casma del Perú, los cuales tienen una antigüedad de 4000 a 3200 años.
La caza y domesticación de los auquénidos (guanaco, llama, alpaca y vicuña) fue el paso previo hacia la domesticación de la papa debido al estiércol de estos animales que se acumulaba en los corrales en los que eran encerrados. Las primeras generaciones de cazadores y domesticadores de estos animales, indudablemente, debieron observar con asombro el crecimiento exuberante de las diferentes especies de plantas silvestres durante el único periodo anual de lluvias (diciembre a marzo), en particular cerca de los montones de estiércol descompuesto. En los corrales, de área limitada y protegida, se facilitaba que toda la familia observase y apreciase las plantas que allí crecían. Bajo esas condiciones es altamente probable que la especie silvestre de papa Solanum brevicaule, tolerante a heladas y de abundante follaje en plena floración, no pasara inadvertida. El follaje de esta especie se seca inmediatamente después de la maduración de sus frutos, por lo que sería difícilmente observable. Sin embargo, aunque las plantas hubieran pasado inadvertidas durante su período de reposo vegetativo, los tubérculos habrían quedado almacenados en suelo seco y frío durante todo el invierno (junio a agosto).
Después del período de reposo (de mayo a septiembre), los tubérculos inician la brotación estimulados por las primeras lluvias estivales y utilizando al mismo tiempo su reserva de agua (75 a 80 %). Los brotes emergen del suelo cuando todavía no hay ninguna otra vegetación en la superficie, por lo cual son muy fáciles de distinguir y de cosechar. Estos tubérculos cosechados después de la brotación, reciben el nombre de «q'ipa papa» en aimara y pueden ser utilizados para semilla o para consumo. Posiblemente de esta manera se inició la selección artificial hasta obtener tubérculos de mayor tamaño y mejor calidad, como los de la primera papa cultivada (Solanum stenotomum).
El arte provee un testimonio adicional del papel central que tuvo la papa, y de la antigüedad de los productos procesados a partir de sus tubérculos, en las culturas precolombinas. En las cerámicas de la cultura Moche del norte del Perú (siglos I a VII) se muestran o representan tubérculos de papa o chuños, como también en urnas de la cultura Wari del Valle de Nazca (siglos VII y VIII) y en vasijas incas, más tardías.
Las primitivas variedades cultivadas de papa (papas indígenas o criollas) se hallan ampliamente distribuidas a través de los Andes, desde el oeste de Venezuela hacia el sur, hasta el noroeste de Argentina y los archipiélagos de Chiloé y de los Chonos en el sur de Chile. Como se mencionó previamente, esas variedades exhiben una gran diversidad tanto en su morfología, números cromosómicos y fisiología, lo que ha suscitado una gran cantidad de controversias entre los investigadores acerca de su ordenamiento taxonómico que todavía no han sido definitivamente resueltas.

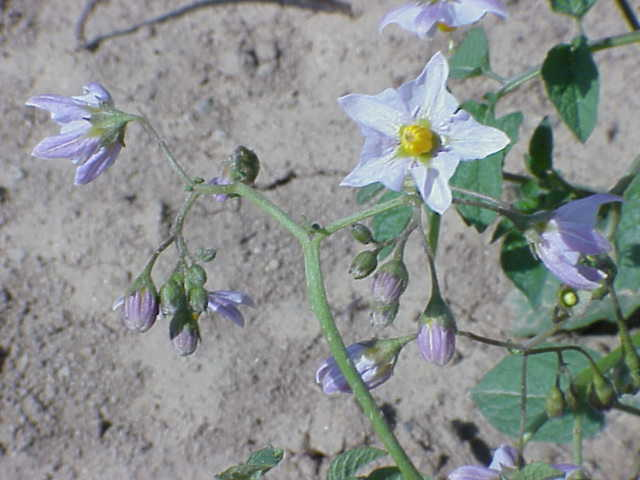
Solanum gourlayi, una especie tuberosa silvestre de papa, integrante del complejo de Solanum brevicaule considerado en la actualidad el ancestro silvestre inmediato de la papa cultivada.

Asimismo, la especie silvestre de la cual derivan las papas criollas ha estado durante mucho tiempo en disputa. No obstante, todas esas hipótesis se centran en un grupo de 20 especies silvestres muy similares entre sí y que, al carecer en la actualidad de un tratamiento taxonómico aceptado universalmente, se las ha dispuesto en el denominado complejo de Solanum brevicaule. El complejo de Solanum brevicaule se distribuye desde el centro del Perú hasta el noroeste de Argentina y sus miembros son morfológicamente muy parecidos a las papas criollas. La domesticación a partir de este complejo de especies silvestres involucró la selección para un mayor vigor durante los estadios vegetativos pero, principalmente, la selección de caracteres subterráneos tales como estolones más cortos, tubérculos más grandes y la reducción del gusto amargo debido a la presencia de altos contenidos de glucosinolatos en los tubérculos.
Los análisis cladísticos y fenéticos llevados a cabo utilizando una gran cantidad de información del ADN tomado de todos los miembros del complejo de S. brevicaule y una muestra representativa de las variedades criollas han indicado que todas las variedades cultivadas forman un clado monofilético derivado de los integrantes peruanos del complejo. Estas «especies» peruanas no se hallan perfectamente definidas y los estudios taxonómicos indican que se podría tratar de una única especie, la cual, por principio de prioridad, debería recibir el nombre de Solanum bukasovii. Estos estudios genéticos indican que la papa fue domesticada originalmente en una amplia área del sur del Perú a partir de una sola especie silvestre. Desde ese sitio, la papa se difundió hacia el norte y hacia el sur, distribuyéndose por toda Sudamérica.
A lo largo del tiempo, esa distribución de la papa a lo largo de toda Sudamérica indujo la creación y desarrollo de nuevos centros de diversidad genética, como el del archipiélago de Chiloé en Chile (conocidas como Papa chilota), del que proceden casi todas las variedades cultivadas en Europa, y el de la región de Bogotá, Colombia.

## Expansión de la papa y sus derivados a nivel mundial

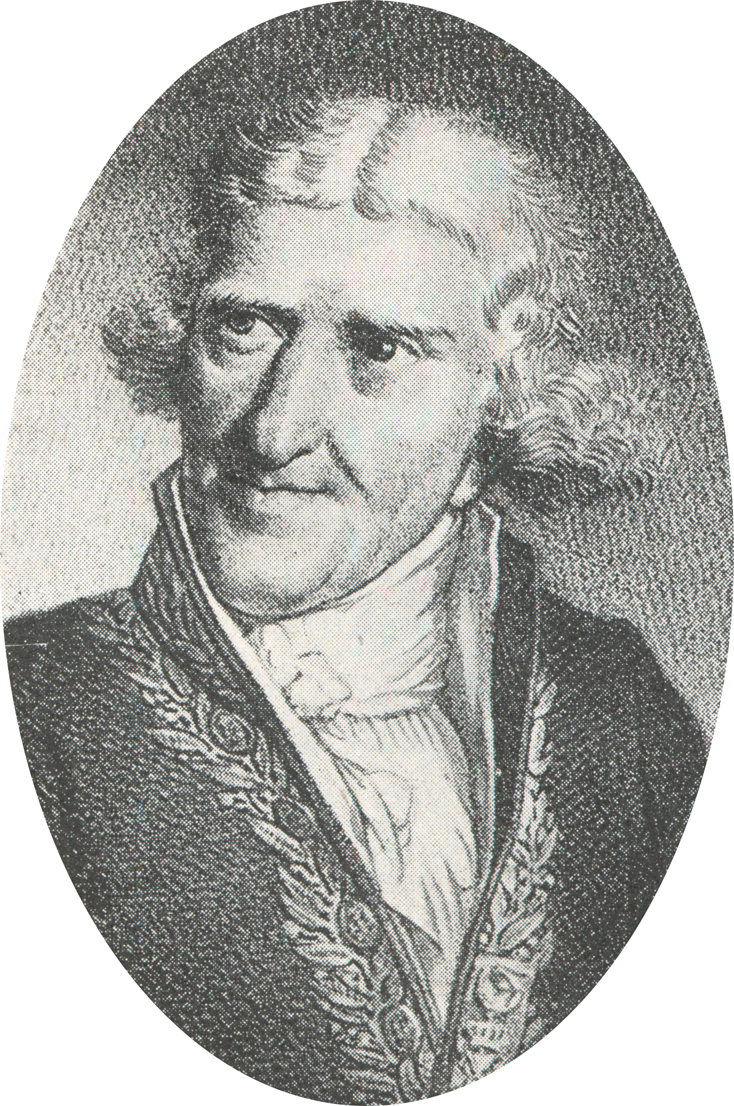
Antoine Parmentier.

La papa cultivada fue vista por primera vez por los españoles en el valle de la Grita, en la provincia de Vélez (Colombia) en 1537. Así fue relatado por el conquistador, cronista e historiador español Pedro Cieza de León en su obra Crónica del Perú publicada en Sevilla en 1553, quien además añadió que él mismo la vio en Quito (Ecuador), así como en Popayán y Pasto (Colombia). Cieza de León la describió de este modo:

De los mantenimientos naturales fuera del maíz, hay otros dos que se tienen por principal bastimento entre los indios: el uno llaman papas, que es a manera de turmas de tierra, el cual después queda tan tierno por dentro como castaña cocida; no tiene cáscara ni
cuesco más que lo que tiene la turma de la tierra; porque también nace debajo de tierra, como ella; produce esta fruta una hierba ni más ni menos que la amapola...
Cieza de León.

Se cree que la papa fue llevada desde el antiguo Perú a España en 1554 como una curiosidad. Se estima que ya desde 1560 se plantaron papas en Gran Canaria, pues tan solo unos pocos años más tarde desde esa isla comenzaron a exportarse hacia Europa, concretamente se dirigían a algunos puntos de la costa atlántica: (Flandes y Francia) zona con la cual Gran Canaria mantenía un activo comercio. La primera noticia existente sobre exportaciones de papas desde Gran Canaria data del año 1567. Esta referencia (según afirman los profesores Fernando Bruquetas y Manuel Lobo) fue publicada en un artículo del Archivo Histórico Provincial de Las Palmas precisa que el punto de destino era el puerto de Amberes, en Flandes, adonde se remitieron tres barriles llenos de «patatas» junto a diferentes productos. El otro destino era el puerto de Le Havre en Francia, hacia donde el mercader francés, Juan de Molina, remitió en 1574 a su hermano y consignatario, dos barriles de papas. 
En 1573, las persistentes sequías y hambrunas consiguientes ocurridas entre 1571 y 1574 en Sevilla, empujaron al ecónomo de un centro benéfico de la ciudad a comprar «los nuevos tubérculos» que, debido a la escasa aceptación que tenían en el mercado, eran vendidos a precios irrisorios. Así comenzaron a plantarlas en la huerta del hospital para proporcionar comida a los enfermos. De esta manera, lo que las gentes refinadas rechazaban, se convirtió en excelente alimento para los indigentes hospitalizados. Los frailes del hospital, en vista de los magníficos resultados obtenidos, se dedicaron a plantar papas y por los alrededores de Sevilla comenzaron a verse las flores blancas del nuevo cultivo, que durante la primera mitad del siglo xvii se fue extendiendo por España y sus cosechas tuvieron como principales consumidores a los soldados y gentes pobres.
Fue luego llevada a Roma y, en 1588, el naturalista Carolus Clusius la describió como una «pequeña trufa» o «tartuffoli». Thomas Hariot, hacia 1586, llevó a Inglaterra ejemplares procedentes de las costas de Colombia.
A finales del siglo xvi la papa ya era un alimento común en Italia, Alemania, Polonia y Rusia; no así en Francia. Sería el farmacéutico y gastrónomo Antoine Parmentier quien popularizara el consumo de la papa en ese país a fines del siglo xviii. Parmentier era conocido por sus banquetes ofreciendo la papa como novedad alimenticia.
Posteriormente se adoptó su cultivo en la Irlanda del siglo xvii. En dicha centuria, Europa soportó los efectos de unos inviernos duros que afectaron a la producción agrícola; a ello se unieron las enfermedades y las guerras, lo que redujo sensiblemente la mano de obra disponible para el campo. Estas penurias tuvieron una cierta prolongación en el siglo xviii, a las que se sumaron la inestabilidad social y política de Francia. Durante el siglo xix llegó a ser el alimento base de la población —Napoleón I pudo reunir y alimentar grandes ejércitos merced al rendimiento de la papa como alimento—.
Del archipiélago de Chiloé (Chile) proceden casi todas las variedades cultivadas en Europa, donde fue introducida en 1811 y fue la variedad predominante mucho antes de que en las Islas Británicas estallara una plaga de tizón tardío de la papa, entre 1846-1848, que destruyó todas las cosechas e inició un proceso de especulación de alimentos que dio lugar a la «Gran Hambruna Irlandesa», que causó la muerte de alrededor de un millón de irlandeses y la emigración de otro millón.

## Cultivo

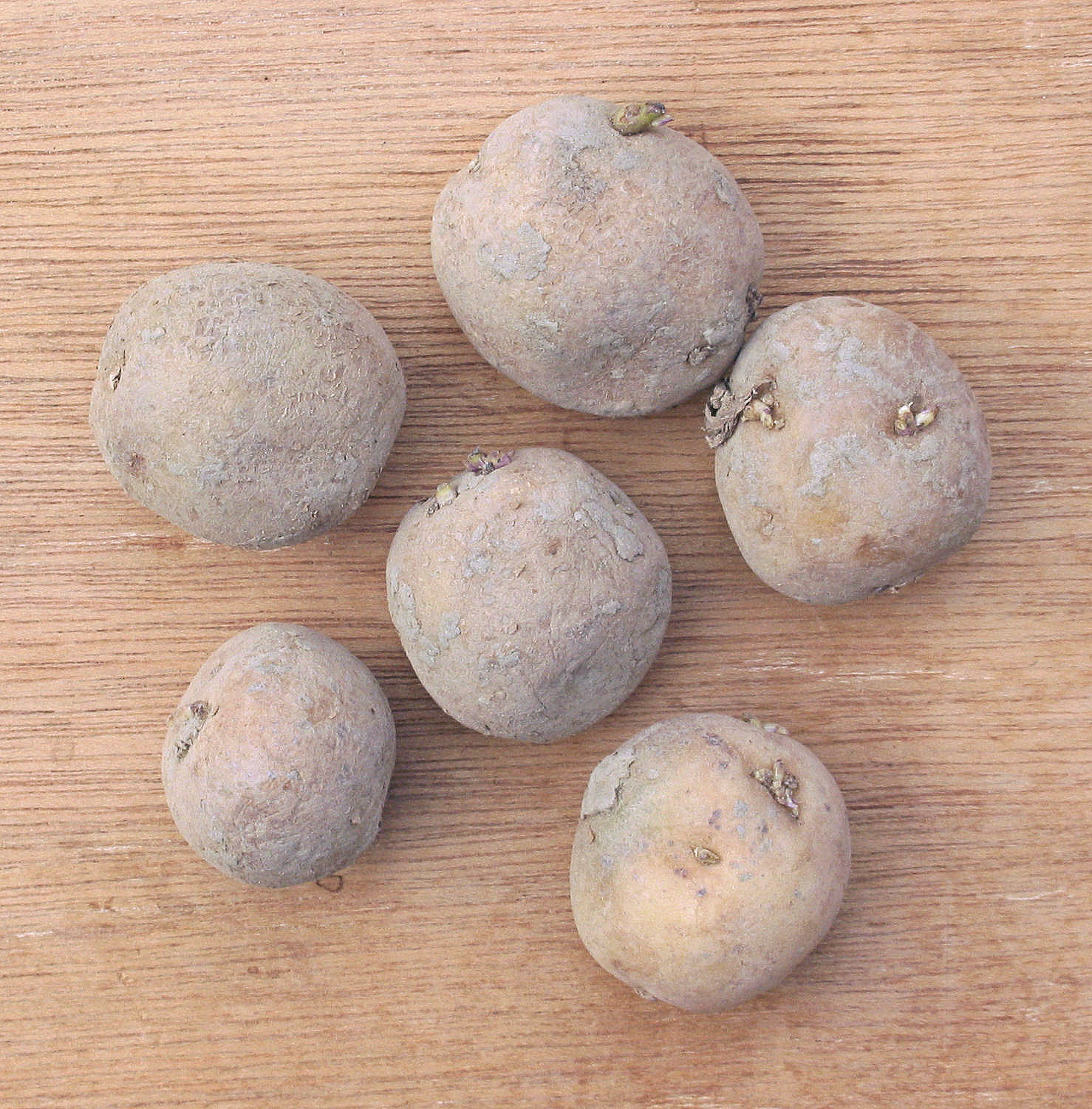
«Papa semilla» o «minitubérculos», pequeños tubérculos de no más de 3 cm de diámetro utilizados para realizar las grandes plantaciones comerciales del cultivo de papa. En su defecto se usan tubérculos medianos o trozos de ellos que lleven al menos un «ojo» (o sea, una yema).

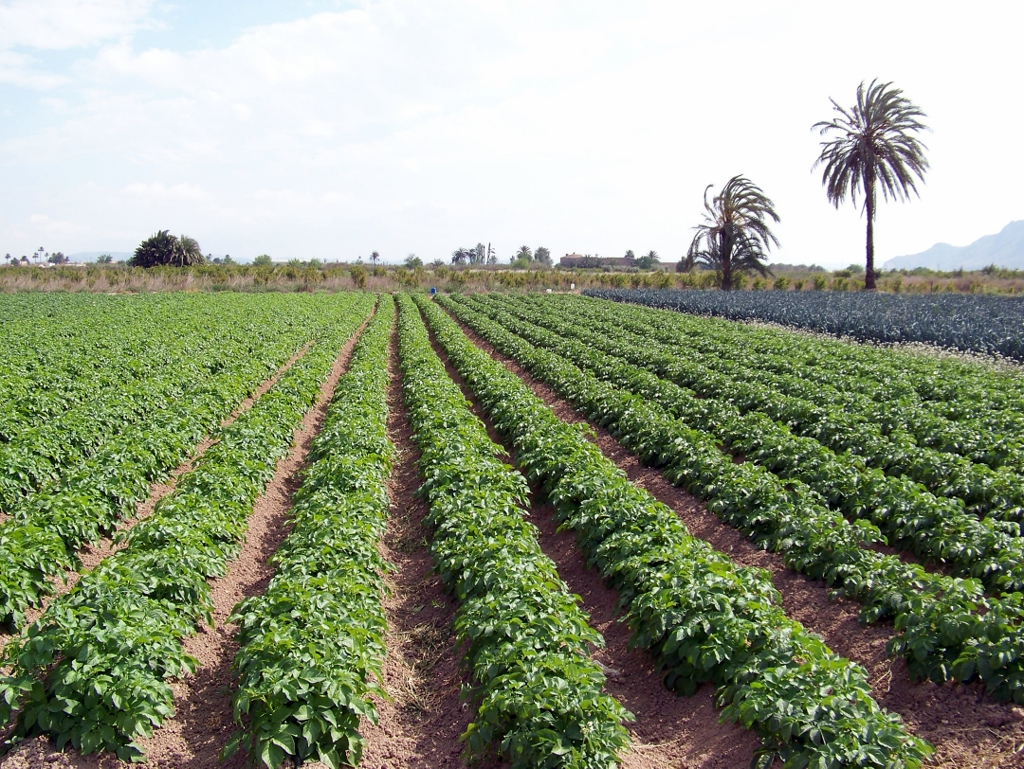
Campo cultivado en Alicante (España)

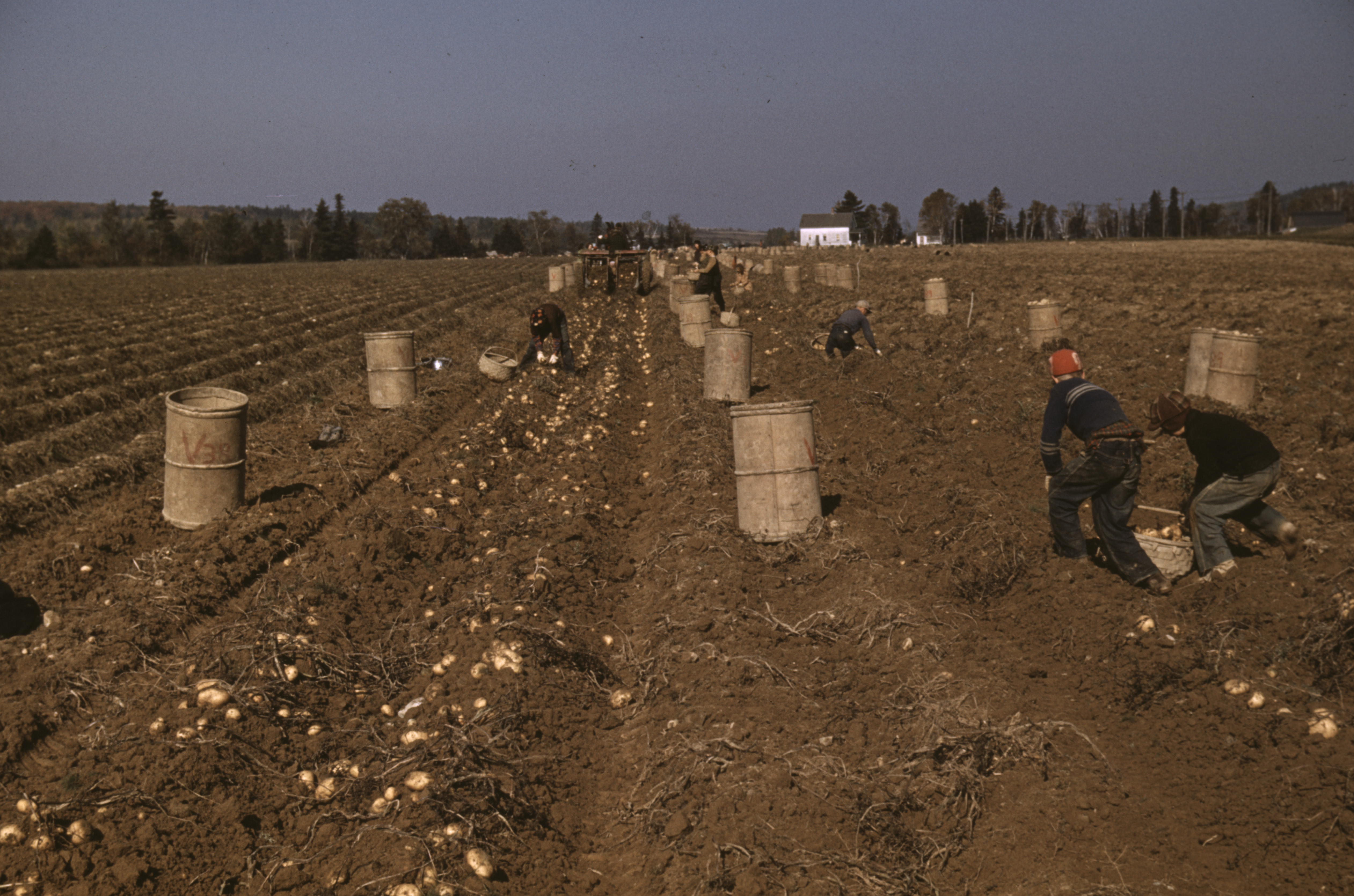
Hasta hace pocas décadas el cultivo de papa exigía una gran cantidad de mano de obra y aún hoy este es un requerimiento indispensable en muchas regiones del mundo. En la imagen, tomada hacia 1940, se observa a niños trabajando durante la cosecha de la papa en una granja de Estados Unidos. Condado de Aroostook, Maine.

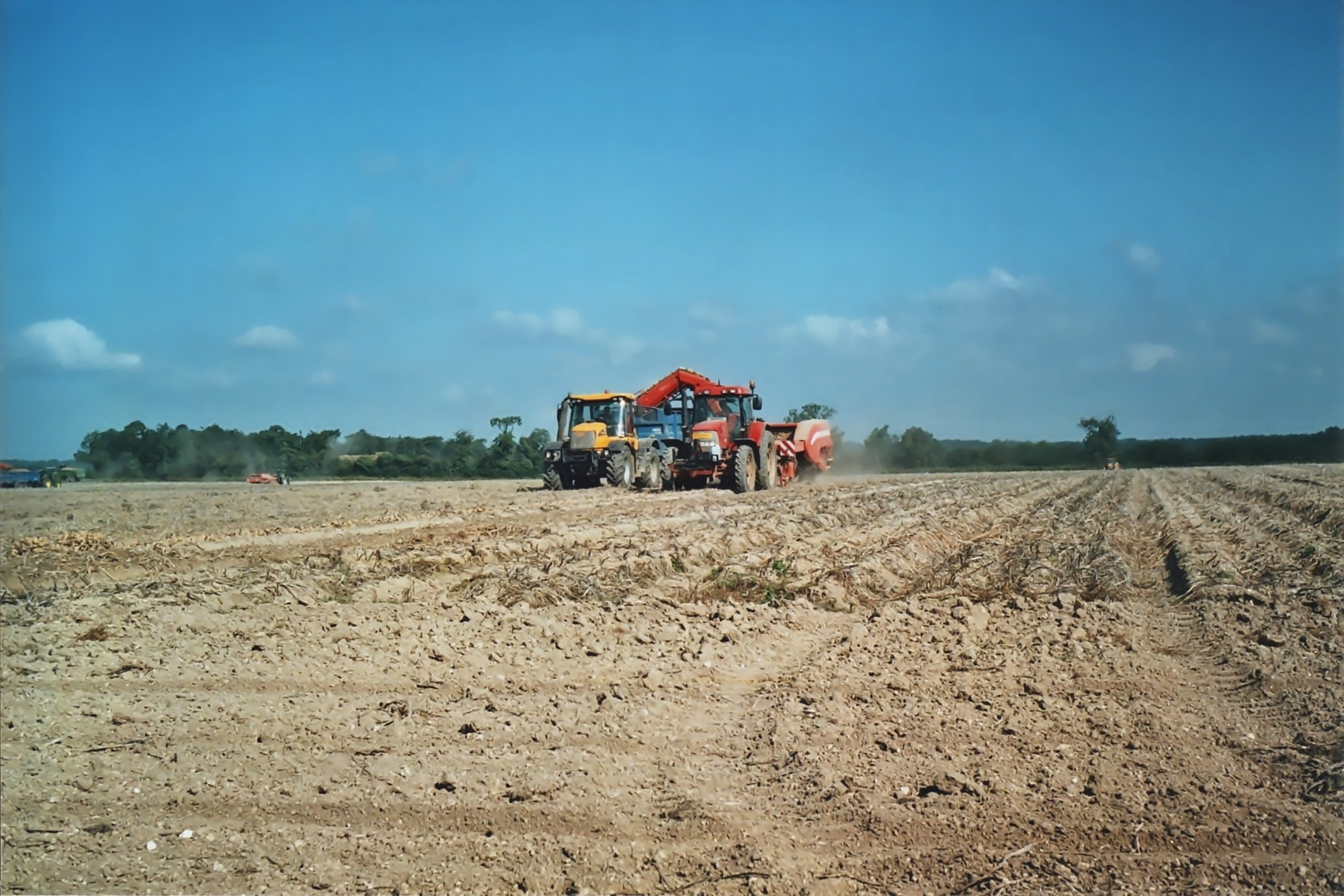
En la actualidad la cosecha de la papa es mecanizada en las grandes explotaciones comerciales de este cultivo.

### Semilla
Si se siembran las semillas sin eliminar la sustancia mucilaginosa que las recubre, no germinan. Pero incluso si se retira esta sustancia, la producción que se obtiene de papas sembradas por semilla es muy heterogénea, porque en una planta tetraploide la variabilidad de la descendencia es muy alta. Por eso se prefiere realizar una multiplicación vegetativa, plantando los tubérculos (la siembra de semillas se usa casi exclusivamente para obtener nuevas variedades).
Los tubérculos que van a hacer de «semilla» no deben presentar lesiones ni síntomas de enfermedades y preferentemente deberían haber pasado un tiempo expuestos a luz indirecta para que se pongan verdes y los tallos no se desprendan con facilidad. Se depositan en la tierra en surcos poco profundos y cerca del fertilizante, ya que emiten pocas raíces.

### Condiciones de cultivo
Las condiciones de cultivo varían de una variedad a otra, pero por lo general prefiere suelos ricos en humus, sueltos y arenosos con buen drenaje interno. A continuación se brindan precisiones sobre las necesidades o requerimientos del cultivo de papa.
Fotoperíodo
Con respecto a la respuesta a la longitud del día o fotoperíodo, la misma depende de la subespecie y variedad considerada. La subespecie tuberosum requiere para desarrollar su área foliar de fotoperíodo largo (más de catorce horas de luz) y en su proceso de tuberización (formación y engrosamiento de los tubérculos), de fotoperíodo corto (menor de catorce horas de luz). Bajo condiciones de día corto (latitudes cercanas a la línea ecuatorial) las plantas de tuberosum muestran una tuberización temprana, los estolones son cortos y el follaje permanece reducido. Bajo condiciones de día largo (sobre 25° de latitud norte o sur) ocurre lo contrario. La subespecie andigena, por el contrario, tuberiza adecuadamente bajo condiciones de día corto y al ser llevada a condiciones de fotoperíodo largo el periodo de crecimiento se alarga excesivamente, florece profusamente, pero no tuberiza o lo hace escasamente, es decir, produce tubérculos pequeños.
Luz
La intercepción de luz por el cultivo depende de la intensidad lumínica, de la arquitectura del follaje (planófila o erectófila), de la edad de las hojas y del porcentaje de suelo cubierto por el follaje. El proceso fotosintético se efectúa cuando los rayos de sol incidan sobre la totalidad de las hojas verdes y no sobre el suelo desnudo. La asimilación bruta de la papa en un día luminoso pleno (50 000 lux) a 18-20 °C es de 1.92 g(CO2)/m² de área foliar por hora, con una concentración de 0.03 % de CO2. Esto equivale a un rendimiento neto potencial de 1.23 g de materia seca. Hojas más viejas fotosintetizan menos que las muy jóvenes. En los cultivos con baja densidad de plantación (menos de 35 000 plantas/ha) no se produce competencia entre plantas, pero parte de la luz se pierde porque no toda el área de suelo está cubierta de follaje. Ello estimula a una mayor producción por planta y a un mayor tamaño de sus tubérculos, pero el rendimiento por unidad de superficie será inferior a aquel que presenta una densidad superior.
Temperatura
El tubérculo en latencia, inicia su brotación y emergencia en forma lenta a 5 °C y se maximiza a los 14‑16 °C. Esto es importante al considerar la época de plantación ya que esta se debe iniciar cuando la temperatura del suelo haya alcanzado por lo menos 7-8 °C. La respuesta fotoquímica a la temperatura tiene estrecha relación con la intensidad lumínica. Así, cuando esta última es alta (sobre 50 000 lux) la fotosíntesis neta se optimiza en altas temperaturas. Durante el desarrollo del cultivo la planta forma su área foliar profusamente a temperaturas de 20-25 °C. Las temperaturas superiores a los 37 °C afectan el proceso fotosintético ya que aumentan excesivamente la respiración.

### Desarrollo del cultivo
Una vez emergida la planta, y hasta que el follaje cubre todo el terreno disponible, la fotosíntesis neta conseguida es usada para el crecimiento general de la planta, tanto su parte aérea como radicular y estolonifera. Dicho desarrollo es de alta intensidad en el uso de nutrientes. Prácticas agronómicas tendientes a lograr una mayor densidad de plantación, suministro adecuado de nutrientes, abastecimiento oportuno de agua, clima con temperaturas de 18 a 25 °C y una alta intensidad lumínica, favorecerán un desarrollo óptimo de esta etapa. Después de la emergencia la parte aérea y las raíces se desarrollan simultáneamente. El crecimiento de los tubérculos puede iniciar lentamente a las 2-4 semanas después de la emergencia y continúa en forma constante a través de un largo periodo.
Bajo condiciones favorables el crecimiento de tubérculos puede ser 800‑1000 kg/ha/día, el potencial productivo de la papa, sobre todo en un cultivar de periodo vegetativo largo, es superior a las 100 ton/ha.

### Riego
Los sistemas de riego más utilizados en el cultivo de papa son el riego por goteo (labor intensiva), los sistemas de rociadores, los cañones de lluvia e irrigación boom.

## Plagas y enfermedades

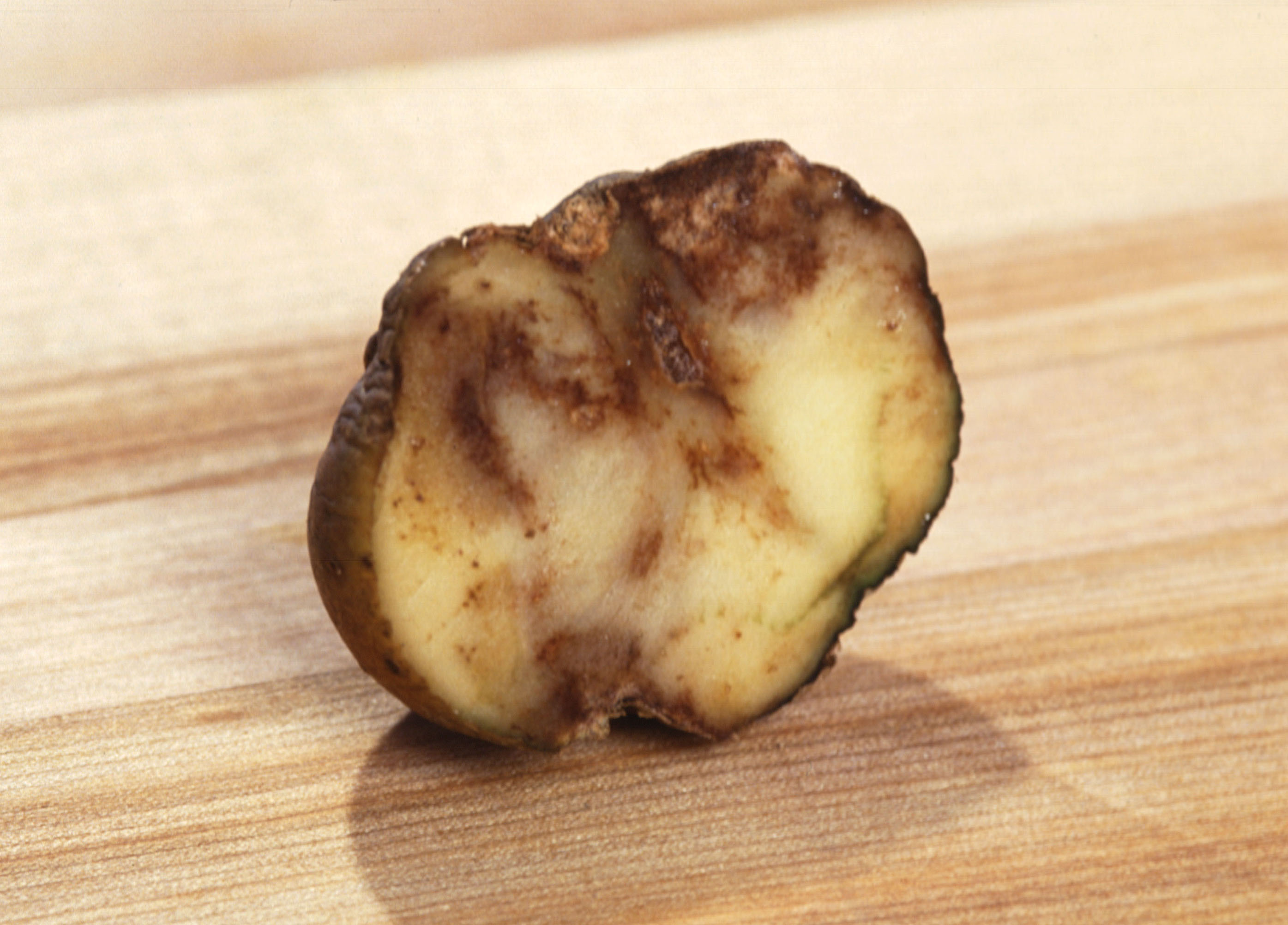
Putrefacción del tubérculo ocasionada por el hongo patógeno Phytophthora infestans

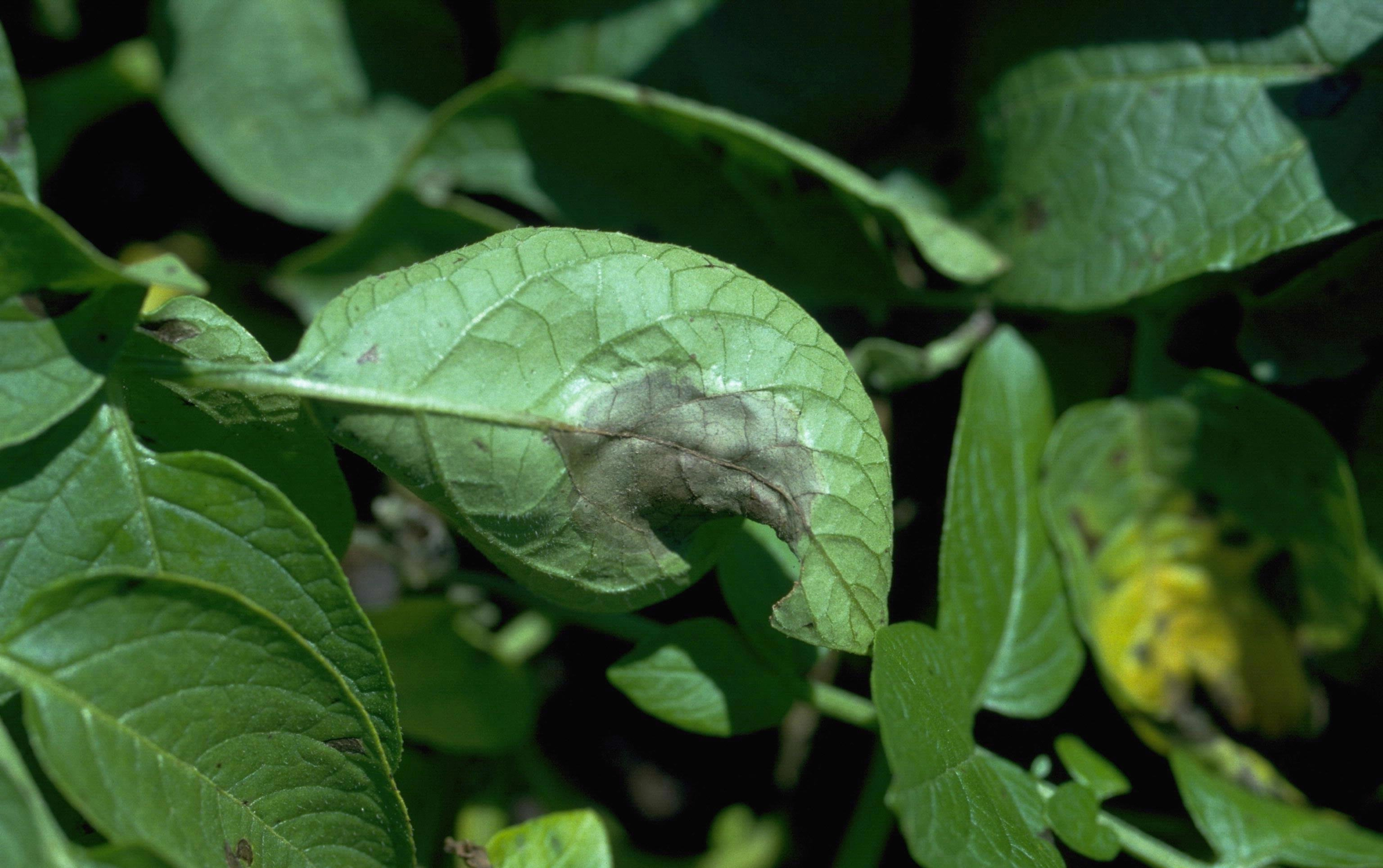
Síntomas foliares del «tizón tardío de la papa» ocasionado por Phytophthora infestans

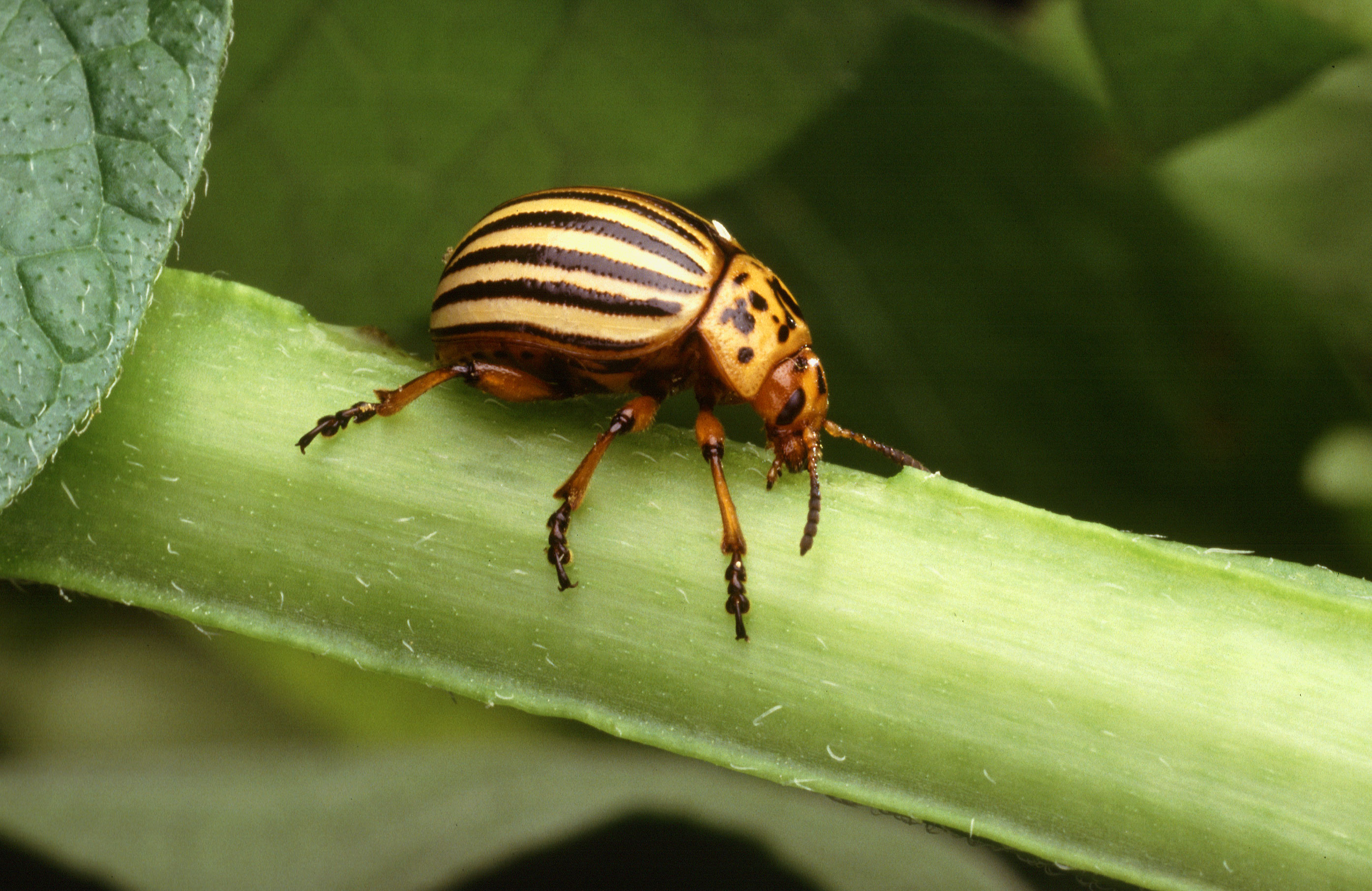
Leptinotarsa decemlineata

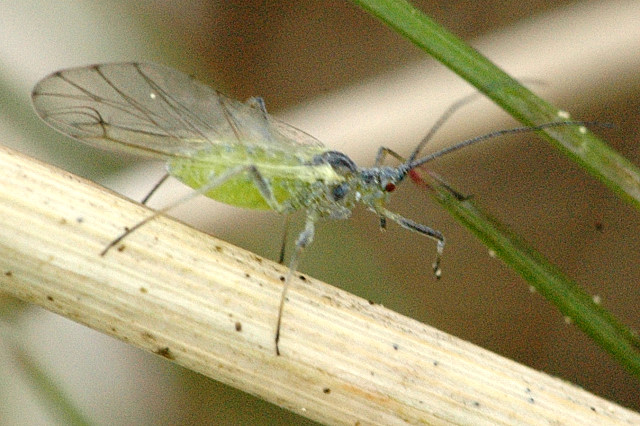
Myzus persicae, un áfido que puede transmitir virosis en el cultivo de papa

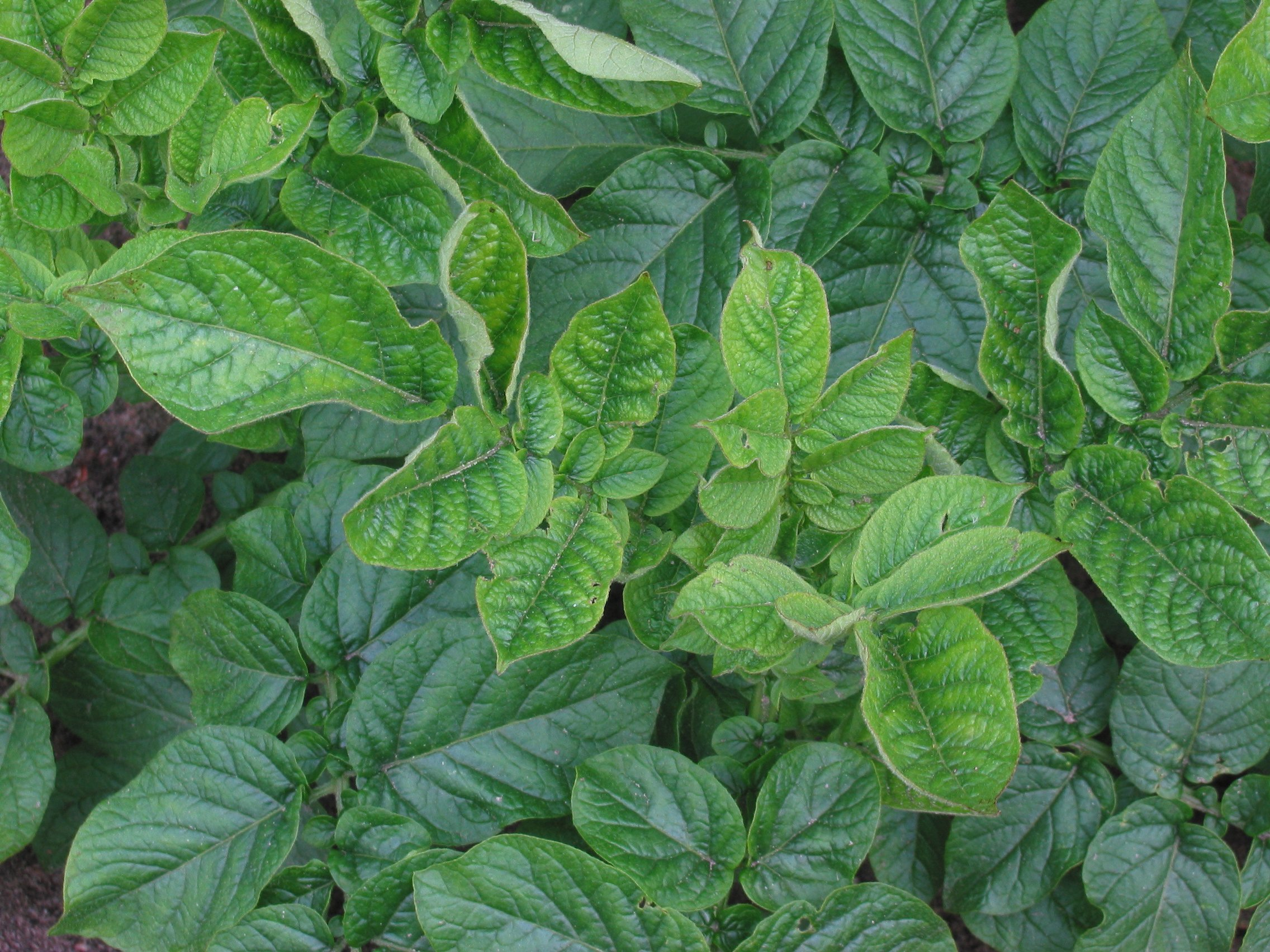
Aspecto de una planta de papa afectada por una virosis

La papa es susceptible a varias enfermedades causadas por bacterias y hongos, tales como:
Tizón tardío, racha o mildium de la papa
Provocado por el hongo Phytophthora infestans; destruye las hojas y el tubérculo en la última fase de su crecimiento, manifestándose en necrosis de las hojas, manchas de un color plateado y destrucción de tejidos de los tubérculos. Fue el responsable de la Gran Hambruna Irlandesa de 1840.
Tizón temprano de la papa
Provocado por el hongo Alternaria solani; causa manchas necróticas en las hojas de color marrón a negro de diferentes tamaños y con anillos concéntricos característicos, que pueden juntarse. En los tubérculos las lesiones son oscuras, hundidas, de forma circular e irregular. Las mismas pueden aumentar de tamaño durante el almacenamiento.
Fusariosis
Provocada por el hongo Fusarium oxysporum. Es una enfermedad típica de las papas almacenadas. Los tubérculos presentan un moho algodonoso blanco o ligeramente rosado. Este hongo se desarrolla muy bien a temperaturas de 15‑20 °C y con humedad ambiente superior al 70 %. Esta enfermedad se produce por lesiones, heridas o cortes al tubérculo. Debido a su influencia en la desecación, el tubérculo se momifica y la pulpa adquiere una textura granulosa.
Sarna negra
Causada por Rhizoctonia solani; común en suelos fértiles, ácidos y muy húmedos o con falta de drenaje. En años lluviosos aumenta su incidencia. En la superficie de los tubérculos maduros se forman esclerotos de color negro a castaño oscuro. Otros síntomas en los tubérculos incluyen grietas, malformaciones, concavidades y necrosis en el extremo de unión con el estolón.
Sarna común
Causada por Streptomyces scabies. Es un problema común del tubérculo en todas las regiones donde se siembra papa, excepto donde los suelos son muy ácidos. El organismo causante se ha introducido en la mayoría de los suelos del cultivo de papa. Afecta la calidad pero no el rendimiento.
Podredumbre blanda y «pierna negra» o «pie negro»
Causada por la bacteria Erwinia carotovora. La pierna negra puede aparecer en cualquier etapa del desarrollo de la planta cuando la humedad es excesiva. A menudo, van ascendiendo por el tallo lesiones negras y mucilaginosas desde un tubérculo-semilla con pudrición blanda. Los tubérculos nuevos se pudren a veces en el extremo del estolón. Las plantas jóvenes son generalmente enanas y erectas. Puede darse el amarillamiento y el enrollamiento ascendente de los foliolos, seguidos a menudo por el marchitamiento y la muerte de la planta.
Murchera o podredumbre parda
Causada por Ralstonia solanacearum. Es la enfermedad bacteriana más grave de la papa en las regiones cálidas del mundo. Con frecuencia restringe la producción de este cultivo. Los síntomas iniciales de amarillamiento leve se observan primero en un solo lado de la hoja o en una rama y no en la siguiente. Los síntomas avanzados son la marchitez severa y la sequedad, qua preceden a la muerte de la planta.
Marchitamiento
Causada por Verticilllium spp. La marchitez por Verticillium puede ser un problema serio en las regiones tropicales y subtropicales y en desiertos irrigados, donde la deficiencia de agua puede ser grave. Verticillium albo-atrum es más severo en regiones más frías con periodos prolongados de tiempo cálido y seco. Verticillium dahliae está presente en las áreas paperas más calientes y se caracteriza por formar microesclerocios. La enfermedad se caracteriza por un amarillamiento de las hojas, el que comienza en la base de la planta y puede desarrollarse unilateralmente, restringiéndose a los lados de las hojas, el tallo o la planta. Después, la planta puede marchitarse llegando a una muerte prematura.
A su vez, la papa puede ser atacada por varias especies de insectos, ácaros y nematodos entre los cuales se encuentran:
- La polilla guatemalteca, Tecia solanivora, cuyas larvas ocasionan graves daños;
- El escarabajo de la papa, Leptinotarsa decemlineata, cuyas larvas y adultos son muy dañinos;
- La larva del coleóptero Diloboderus abderus, conocida como gusano blanco, isoca, bicho candado o torito;
- Las lagartas cortadoras, Agrotis ypsilon y Peridroma saucia;
- La pulguilla, Epitrix fasciata;
- El san Antonio verde, Diabrotica speciosa;
- Los pulgones, Myzus persicae y Macroziphum euphorbiae;
- El trips, Frankliniella schultzei;
- El gusano alambre, Conoderus spp.;
- La mosca minadora, Liriomyza huidobrensis;Epicauta pilme
- El gorgojo de la papa, Phyrdenus muriceus;
- La polilla de la papa, Phthorimaea operculella;
- La paratrioza, Bacterioza cockerelli.
- El pilme de la papa o pilme. Epicauta pilme
- El nematodo dorado de la papa, Globodera rostochiensis. Es la plaga de mayor importancia en el cultivo de la papa. Tiene una distribución casi universal en las zonas templadas donde se cultiva este tubérculo. Su control es bastante difícil, por lo cual los países libres de él mantienen rígidas reglamentaciones cuarentenarias a fin de evitar su introducción.[48]
- El falso nematodo del nudo, Nacobbus aberrans . Las plantas atacadas se muestran débiles; los síntomas en las raíces consisten en formaciones de agallas en forma sucesiva como las cuentas de un rosario.
- El nematodo del quiste de la papa, Globodera pallida, plaga importante que puede llegar a disminuir los rendimientos hasta un 30 %.

Finalmente, las enfermedades causadas por virus constituyen uno de los factores que más afectan a la producción en el cultivo de la papa. Las virosis son las responsables primarias de la degeneración gradual de las variedades, la cual se traduce principalmente en la pérdida de rendimiento. En algunos casos los virus causan pérdidas cualitativas debido a la reducción del valor de mercadeo y conservación de tubérculos. Los virus que mayores pérdidas económicas ocasionan a este cultivo son, entre otros, el virus del enrollamiento de la hoja (PLRV, por «Potato leafroll Virus», un luteovirus), el virus del mosaico (PVX, por «Potato X Virus») y el virus del mosaico severo (PVY, por «Potato Y Virus», un potyvirus). La magnitud de las pérdidas por estos virus puede llegar a un 90 % para el PLRV o a un 60 % para el PVX.

## Usos
La papa es uno de los cultivos más importantes del mundo. Para el consumo humano solamente es superado por tres cereales: el trigo, el arroz y el maíz. No obstante, los tubérculos de la papa brindan un rendimiento por hectárea varias veces superior a aquellos que se obtienen con los granos de los cereales. Tales tubérculos se utilizan en alimentación animal y para consumo humano en diversos alimentos procesados, como agente gelificante y en la producción de bebidas alcohólicas. Asimismo, los tubérculos de papa presentan un sinnúmero de aplicaciones industriales, por ejemplo el almidón de la papa provee una cobertura para el papel y para productos textiles.

### Utilización en la alimentación
La papa es fácilmente digerida y tiene un alto valor nutricional. Los tubérculos de papa presentan aproximadamente un 78 % de agua y un 18 % de almidón. El resto está compuesto por cantidades variables de proteínas, minerales y cerca de 0,1 % de lípidos. La papa contiene varias vitaminas, incluyendo la vitamina C, riboflavina, tiamina y niacina. Entre los distintos minerales que se hallan en la papa merecen citarse el calcio, el potasio, el fósforo y el magnesio por su importancia en la nutrición humana. Debido a que presenta una escasa cantidad de sodio, la papa generalmente se sugiere en las dietas que requieren bajos contenidos de este elemento. Las papas consumidas con la cáscara son una excelente fuente de fibra. De hecho, con tres gramos de fibra por porción, la papa excede los porcentajes de fibra que se encuentran en otros alimentos tales como los granos de cereales «enteros». Los porcentajes de los diversos constituyentes de un tubérculo de una papa cruda (con cáscara) se proveen en la tabla adjunta. A pesar de la noción popular, la mayoría de los nutrientes no se hallan en la cáscara sino en el interior del tubérculo. De cualquier modo, al dejar la cáscara se incrementa el consumo de fibra y, por otro lado, se simplifica cualquier preparación.
Aparte de su valor nutricional, el consumo de la papa constituye un deleite para millones de personas alrededor de todo el mundo. Es la protagonista de diversos platos de la cocina regional de muchos países. Estos tubérculos se guisan, se sancochan, se asan, se saltean, se fríen. Intervienen en purés, en cremas, en sopas, suflés, croquetas, tortillas y masas. Además, a partir de la fermentación de los tubérculos se obtienen varias bebidas alcohólicas, como una variedad de vodka, el aquavit escandinavo, el brennivín islandés, el shōchū japonés.
Cuando es objeto de superproducción, el sobrante sirve para alimentación animal.

#### Puré instantáneo

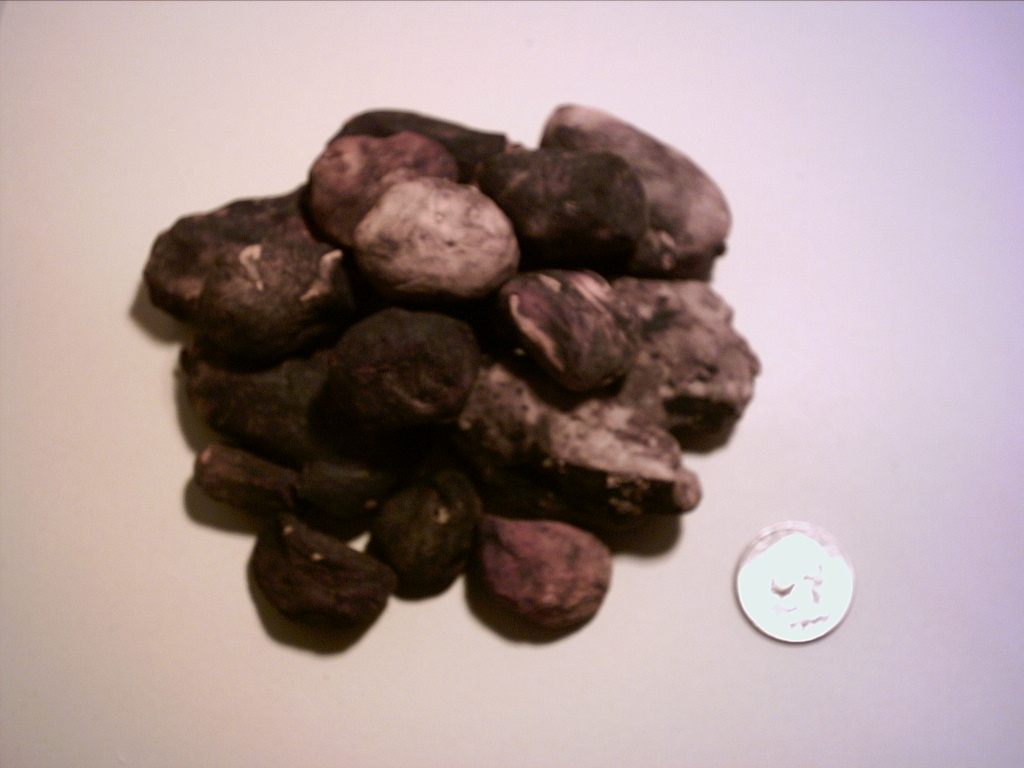
Puñado de chuño, preparado a partir de tubérculos de papa. A modo de referencia de tamaño, en la imagen se incluyó una moneda de un cuarto de dólar estadounidense.

Es una variante industrial del clásico puré de papas, la cual se expende como un producto semi-elaborado en forma de copos o de polvo y que sólo necesita de agua caliente o de leche para su preparación, justo antes de ser servido. Para la elaboración de los copos o polvos del puré de papas instantáneo se escaldan las papas ya cortadas a una temperatura de 70 °C y posteriormente se enfría hasta 20 °C. De esta forma la estructura de la papa se rompe para que pueda mezclarse fácilmente con los aditivos. Mediante este proceso se añaden monoglicéridos que son los responsables de mejorar los sabores en el paladar, se añaden antioxidantes como el ácido ascórbico (vitamina C) así como ácido cítrico para que se pueda conservar, y finalmente colorantes como fosfatos. Se calienta a una temperatura de 150 °C de esta forma la masa resultante se convierte en polvo que finalmente se envasa al vacío en una especie de sobres. Con respecto a su calidad nutricional, el puré instantáneo es sustancialmente equivalente al puré común de papas. La mayor diferencia es la pérdida de vitamina C, por lo que muchos fabricantes la adicionan para compensar. Existe una patente norteamericana (US 1025373) denominada Papas deshidratadas y procesos para prepararlas, presentada en 1905 y otorgada en 1912, que describe justamente el método para preparar el puré instantáneo. Antes de la época incaica y en tierras peruanas se desarrolló una técnica para deshidratar la papa por un proceso de liofilización natural, lo que permitía su almacenamiento en grandes cantidades, por tiempo prolongado, en espacios relativamente reducidos. En la época del incanato se la almacenaba en los tambos. La papa deshidratada de esta forma se conocen como chuño (del quechua ch'uñu, ‘arrugado’) y es el antecedente más antiguo del puré de papas instantáneo.

### Compuestos tóxicos presentes en la papa

Estructura química de la solanina.

Un compuesto tóxico presente en la papa es la solanina (C45H73NO15), un glucoalcaloide de sabor amargo, presente en todas las partes verdes, incluidas las papas mismas cuando están aún verdes o se hallan enverdecidas por la exposición a los rayos solares, los frutos y las semillas. También contienen α-chaconina, un glucoalcaloide próximo que interviene, al igual que la solanina, en el sabor amargo. Están igualmente presentes, aunque en menor proporción, inhibidores de las proteasas digestivas de los animales. Mientras que una papa normal tiene 12‑20 mg/kg de contenido de glucoalcaloide, un tubérculo verdoso por la insolación al aflorar en la superficie puede contener de 250‑280 mg/kg, y la propia piel verde del mismo llega a concentrar hasta 1500‑2200 mg/kg. Se considera que la síntesis de todos estos compuestos por parte de la planta es una estrategia adaptativa de defensa contra enfermedades, insectos y herbívoros. 
La intoxicación por solanina se caracteriza por alteraciones gastrointestinales (diarrea, vómito, dolor abdominal) y neurológicas (alucinaciones, dolor de cabeza). La dosis tóxica es de 2 a 5 mg por kilogramo de peso corporal. Los síntomas se manifiestan de ocho a doce horas después de la ingesta.
En la papa estos glucoalcaloides se producen en pequeñas cantidades (en promedio 0.075 mg por gramo de papa), pero su contenido se incrementa ante determinadas condiciones (por exposición prolongada a la luz o lesiones mecánicas). Las variedades comerciales de la papa tienen controlados los niveles de solanina, y la mayoría tienen un contenido en solanina menor de 0.2 mg/g., pero las expuestas a la luz y que han empezado a reverdecer pueden mostrar concentraciones de 1 mg/g o mayores, y en estos casos una única papa sin pelar puede contener una dosis peligrosa de solanina. El pelado y el tratamiento térmico (como la cocción o la fritura) permiten destruir parcialmente estas sustancias tóxicas: la fritura intensa a 170 °C es relativamente efectiva (la descomposición de la solanina por el calor empieza a más de 200 °C), mientras que el microondas no lo es tanto, y el hervido resulta inefectivo. A pesar de estos tratamientos, más o menos exitosos, el sabor amargo puede permanecer.

### Usos industriales
El almidón de la papa cada vez se utiliza más en la industria. Ejemplos de su utilización en la manufactura de productos no alimenticios son los materiales para embalaje, la cola de pegar para papeles pintados, el detergente para lavar ropa y los cosméticos, pasta dentífrica, cremas, polvos faciales, champú y pastillas. Pese a estos usos no tradicionales, la industria del papel es la que más demanda el almidón de la papa para la confección de cartón corrugado, papel de envoltorio y papel prensa.

### Su uso como organismo modelo en investigación
La papa es una importante planta modelo. A pesar de que otras plantas no cultivadas, tales como Arabidopsis thaliana, ofrecen ciertas ventajas para la investigación, tales como presencia de genomas simples, pequeños y ciclo de vida corto, no pueden ofrecer respuestas para las preguntas más pertinentes desde el punto de vista de la agricultura. En este contexto, la papa presenta varios aspectos biológicos que la hacen un modelo muy atractivo para su estudio. Como muchos otros cultivos tales como el maíz, el trigo o la soja, la papa es un poliploide. El efecto de la poliploidía sobre la productividad de los cultivos todavía no ha sido determinado, pero su prevalencia entre las especies cultivadas indica que debe presentar evidentes ventajas. La papa es un poliploide ideal, comparado con otros cultivos, ya que es el resultado de la duplicación de un mismo genoma (se dice que es un autopoliploide) más que de la combinación de diferentes genomas (como ocurre en los alopoliploides, como el trigo), por lo que es menos complejo. Al contrario que Arabidopsis, los diferentes clones de papa son altamente heterocigóticos, una característica que contribuye a la gran diversidad genética de esta especie y que quizás haya sido un factor preponderante en la supervivencia y domesticación de la misma. No obstante, es un heterocigótico bastante particular ya que no solo puede acomodar dos alelos distintos por locus génico sino hasta cuatro debido a su condición de autotetraploide. Esta característica permite estudiar, no solo el efecto de un alelo, sino el efecto de diferentes dosis de un determinado alelo sobre la biología de la planta.

### Papas genéticamente modificadas
Los intentos para conferir resistencias a plagas y enfermedades a la papa a través de la transgénesis no han sido comercialmente exitosos. En 1999 se plantaron en Canadá y los Estados Unidos aproximadamente veinticinco mil hectáreas de papas transgénicas, la mayor parte de ellas expresaban un gen proveniente de Bacillus thuringiensis que les confería resistencia a insectos (particularmente al «escarabajo de la papa», Leptinotarsa decemlineata). A partir de esa fecha la superficie cultivada con papas transgénicas decayó continuamente hasta desaparecer. Una de las razones, tal vez la más importante, es que los grandes industriales de la cadena de comercialización de la papa (la empresa McCain, por ejemplo) se negaron a comprar, recibir o procesar papas genéticamente modificadas a partir de 1999. En las investigaciones orientadas a entregar mayor tolerancia al «tizón tardío de la papa», causado por el hongo Phytophthora infestans, se han logrado resultados positivos en laboratorio con papas genéticamente modificadas que expresan un derivado del péptido antimicrobiano dermaseptina B1, propio de la secreción cutánea (kambó) de la rana arbórea tropical Phyllomedusa bicolor; otro tanto ocurre con los avances obtenidos en otras variedades modificadas que contienen el sistema barnase-barstar, procedente del genoma de la bacteria Bacillus amyloliquefaciens, en que la enzima barnase se expresa en las células infectadas de la planta (gracias a que el gen fue ligado a un promotor del mecanismo de defensa de la planta) en cantidades suficientes para destruirlas y la enzima barstar inhibe su acción cuando se halla en dosis bajas, como ocurre en las células sanas.
Otra clase de papas genéticamente modificadas son aquellas que presentan modificaciones en su almidón y, por lo tanto, tienen aplicaciones industriales. El almidón de la papa está constituido por un 20 % de amilosa y un 80 % de amilopectina. Esta última es una molécula de alto peso molecular, altamente ramificada y con excelentes propiedades adhesivas. La amilosa, en cambio, es una molécula más pequeña, lineal y con propiedades gelificantes. Este porcentaje de amilosa en el almidón de la papa limita su utilidad para muchas aplicaciones industriales. La separación de los dos componentes no es económicamente viable, por lo que la mayor parte del almidón de uso industrial se lo modifica químicamente para reducir su tendencia gelificante. Este tratamiento químico utiliza energía y agua en grandes cantidades por lo que es un proceso ambientalmente oneroso.
Los científicos de la empresa BASF han desarrollado papas transgénicas con 100 % de amilopectina en su almidón las que se denominan «Amflora». Esta modificación se ha logrado por medio de tecnología antisentido que impide la expresión del gen GBSS («Granule Bound Starch Synthase») imprescindible para la creación de amilosa a partir de dextrosa. Las papas modificadas de este modo no pueden sintetizar amilosa por lo que su almidón contiene solamente amilopectina. Los residuos de la utilización industrial de las papas «Amflora» pueden también ser utilizados para la alimentación del ganado.

## Producción mundial
| Principales productores de papa (2020) (toneladas) | Principales productores de papa (2020) (toneladas) |
| -------------------------------------------------- | -------------------------------------------------- |
| China                                              | 78 236 596                                         |
| India                                              | 51 300 000                                         |
| Ucrania                                            | 20 837 990                                         |
| Rusia                                              | 19 607 361                                         |
| Estados Unidos                                     | 18 789 970                                         |
| Alemania                                           | 11 715 100                                         |
| Bangladés                                          | 9 606 000                                          |
| Francia                                            | 8 691 900                                          |
| Polonia                                            | 7 848 600                                          |
| Países Bajos                                       | 7 020 060                                          |
| Reino Unido                                        | 5 520 000                                          |
| Perú                                               | 5 467 041                                          |
| Canadá                                             | 5 295 484                                          |
| Bielorrusia                                        | 5 231 168                                          |
| Total mundial                                      | 35 907 143                                         |

Fuente

## Mercado mundial
El mercado mundial de la papa atraviesa grandes cambios. Hasta inicios de la década de 1990, casi la totalidad de las papas se producían y consumían en Europa, América del Norte y en los países de la antigua Unión Soviética. Desde entonces se ha producido un espectacular aumento de la producción y la demanda de papa en Asia, África y América Latina, donde la producción aumentó de menos de 30 millones de toneladas a principios del decenio de 1960 a más de cien millones de toneladas para mediados de los años 90. En 2005, por primera vez, la producción de la papa del mundo en desarrollo —unas 161,5 millones de toneladas— excedió a la de los países desarrollados (155,9 millones de toneladas). China se ha convertido en el primer productor mundial de papa, y poco menos de una tercera parte de todas las papas se cosechan en la actualidad en China y la India.
Asia y Europa son las principales regiones productoras de papa del mundo y en 2006 suministraron el 80 % de la producción mundial. Si bien en África y América Latina las cosechas fueron de un volumen mucho menor, la producción fue extraordinaria. América del Norte fue el primer productor indisputable del continente, con más de cuarenta toneladas por hectárea. Asia consume casi la mitad del suministro mundial de papa, pero por su enorme población esto significa que el consumo por persona fue de apenas 25 kilogramos en 2005. Los mayores consumidores de papa son los europeos. El consumo per cápita más bajo es el de África y el de América Latina, pero el mismo está en aumento.

### África

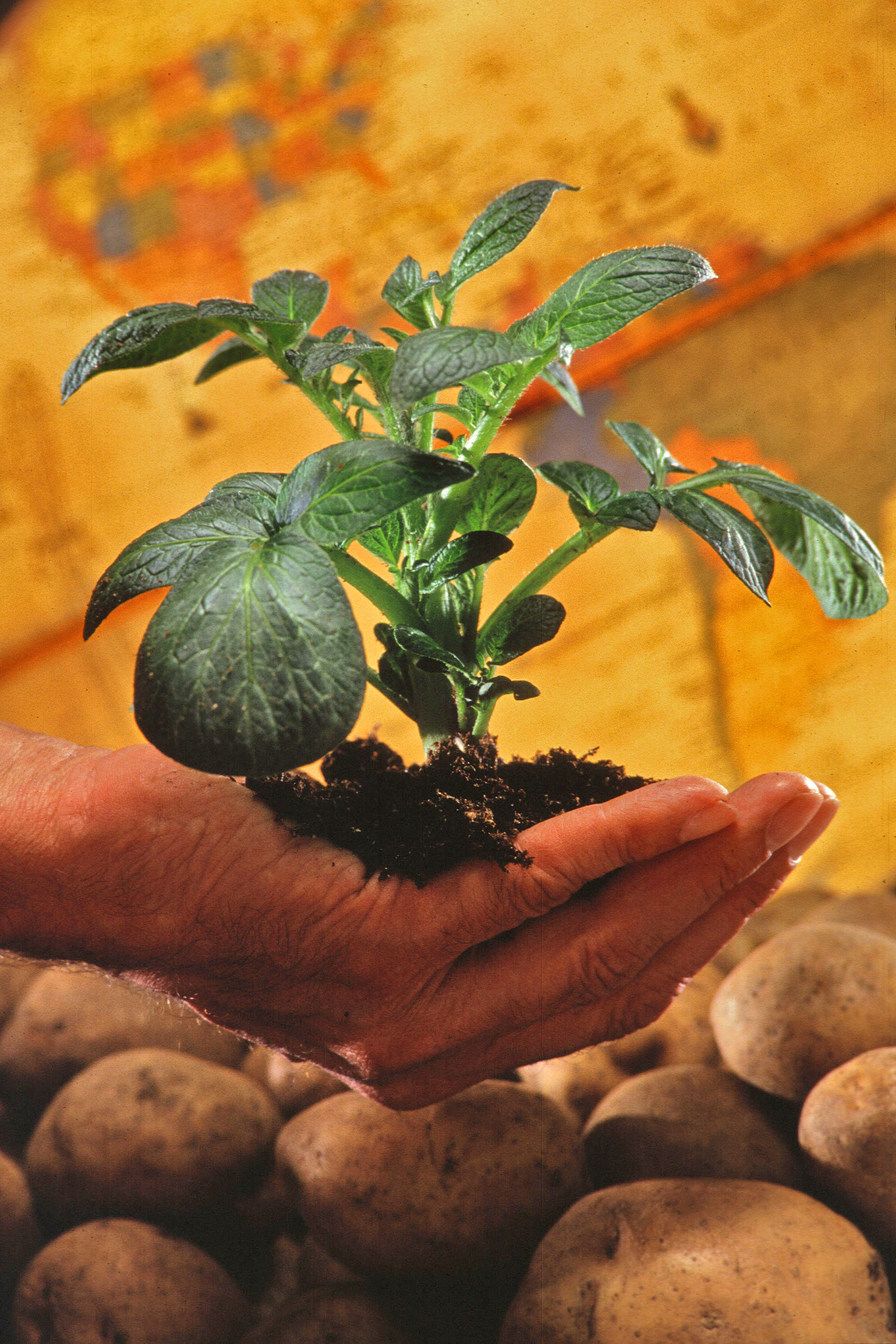
Plántula

La papa llegó a África hacia principios del siglo xx. En los últimos decenios la producción ha crecido constantemente, de dos millones de toneladas en 1960 a un volumen extraordinario de 16.5 millones de toneladas en 2006. Las papas se cultivan en una gran variedad de condiciones, desde las fincas comerciales irrigadas de Egipto y Sudáfrica, hasta las tierras altas tropicales intensamente cultivadas de África oriental y central, a cargo principalmente de los pequeños productores.
Egipto es el primer productor de papa de África. La papa se introdujo en este país en el siglo xix y su producción a gran escala comenzó durante la Primera Guerra Mundial, porque los funcionarios británicos de la colonia fomentaron la producción de este cultivo para alimentar a los soldados. Sin embargo, después de la guerra, la mala calidad de las semillas importadas y la falta de experiencia de los agricultores con este cultivo impidieron que aumentara su producción.
Esta situación cambió a través del tiempo. Desde 1961 la producción de papa de regadío en Egipto, concentrada en el norte del delta del Nilo, ha crecido a una tasa superior al 5 % anual. Entre 1990 y 2007 la producción anual aumentó de 1.6 millones de toneladas a unos 2.6 millones de toneladas, con lo que Egipto se convirtió en primer productor africano de papas.
Egipto también es uno de los principales exportadores mundiales de papa. En 2004, las exportaciones ascendieron a más de 380 000 toneladas de papas frescas, y 18 000 toneladas de productos congelados de papa, destinados sobre todo a los mercados europeos. Según las estimaciones de la FAO sobre la producción de papa en África en 2007, tres países ocuparon el segundo lugar como principales productores de la región: Argelia, Malaui y Sudáfrica.

### América del Norte
En América del Norte la producción de papa se concentra en Estados Unidos, que ocupa el 5.º lugar en la producción mundial de papa. Desde 1990 Estados Unidos y Canadá han obtenido considerables aumentos de los rendimientos por unidad de superficie, los que hoy promedian unas 39 toneladas por hectárea en los Estados Unidos. Ambos países son grandes exportadores de productos de papa congelada.
La primera parcela de papas de América del Norte se cultivó en 1719 y las primeras papas fritas se sirvieron en la Casa Blanca, durante la presidencia de Thomas Jefferson, unos ochenta años más tarde. En 2007, los Estados Unidos cosecharon 17,6 millones de toneladas de papas, con lo que se convirtieron en el quinto productor mundial. En Estados Unidos se producen papas en casi en todos los estados, aunque casi la mitad de la producción comercial se cultiva en Idaho, Washington, Wisconsin, Dakota del Norte, Colorado, Oregón, Maine, Minnesota, California y Míchigan. La papa es una de las veinte hortalizas de mayor consumo en los Estados Unidos. Cada estadounidense consume más de cincuenta y cuatro kilogramos de papas al año: cocidas, al horno, asadas, fritas, gratinadas, en puré, rellenas e incluso crudas.
En Canadá, en cambio, la papa se comenzó a cultivar antes. Los colonizadores fueron los primeros en cultivarla en Nuevo Brunswick, en la costa atlántica del Canadá, desde mediados del siglo xvii. Hoy en día, el Canadá es el decimotercer productor mundial de papa, y en 2007 la producción llegó casi a cinco millones de toneladas. La papa representa una tercera parte de la facturación agrícola de hortalizas, con lo que se convierte en la hortaliza más importante del Canadá. Desde inicios del decenio de 1990, la producción de papa en Canadá ha crecido para satisfacer la demanda internacional de productos de papa congelados. En 2004, fueron necesarias casi dos millones de toneladas de papa cruda —el 37 % del total de la cosecha— para satisfacer la demanda de las exportaciones. Estas involucran, casi en su totalidad, papas fritas a la francesa congeladas, destinadas principalmente al mercado estadounidense.

### América Latina
Si bien la papa se originó en América del Sur, América Latina no es la que más produce papa en el mundo: menos de dieciséis millones de toneladas en 2007. Para la mayoría de los pequeños campesinos de la región andina la papa sigue siendo un cultivo tradicional, ligado al consumo familiar más que a la producción industrial y donde se utilizan variedades desconocidas en el resto del mundo. 
En caso de países productores, el Perú casi siempre lideró la lista en América Latina, excepto solo por un tiempo, como entre los años 2004-2007, en los cuales el primer productor de papa fue Brasil.
En la Argentina, Brasil, Colombia y México, está aumentando la producción comercial a gran escala. Para el 2020, la República del Perú es el país con la mayor producción de papa en la región. Según un informe emitido por el Ministerio de Desarrollo Agrario  y Riego (Mindar) de ese país, en el 2019 y 2020, Perú se posicionó como el primer productor de papa en América Latina, al registrar una producción anual de 5.3 millones de toneladas. Asimismo, se ubicó en el puesto 14 en la producción del tubérculo a nivel mundial.

### Asia y Oceanía
La región de Asia y Oceanía contiene al principal productor internacional de papa: China, que representa más del 20 % de la superficie y de la producción mundial de esta hortaliza. Otros países de Asia, tales como Bangladés, la India, Irán, Japón y Turquía, también están entre los principales veinte productores mundiales de papa. En esta región también se halla el país que logra la mayor productividad por unidad de superficie: Nueva Zelanda con un promedio de 42 toneladas por hectárea.

### Europa

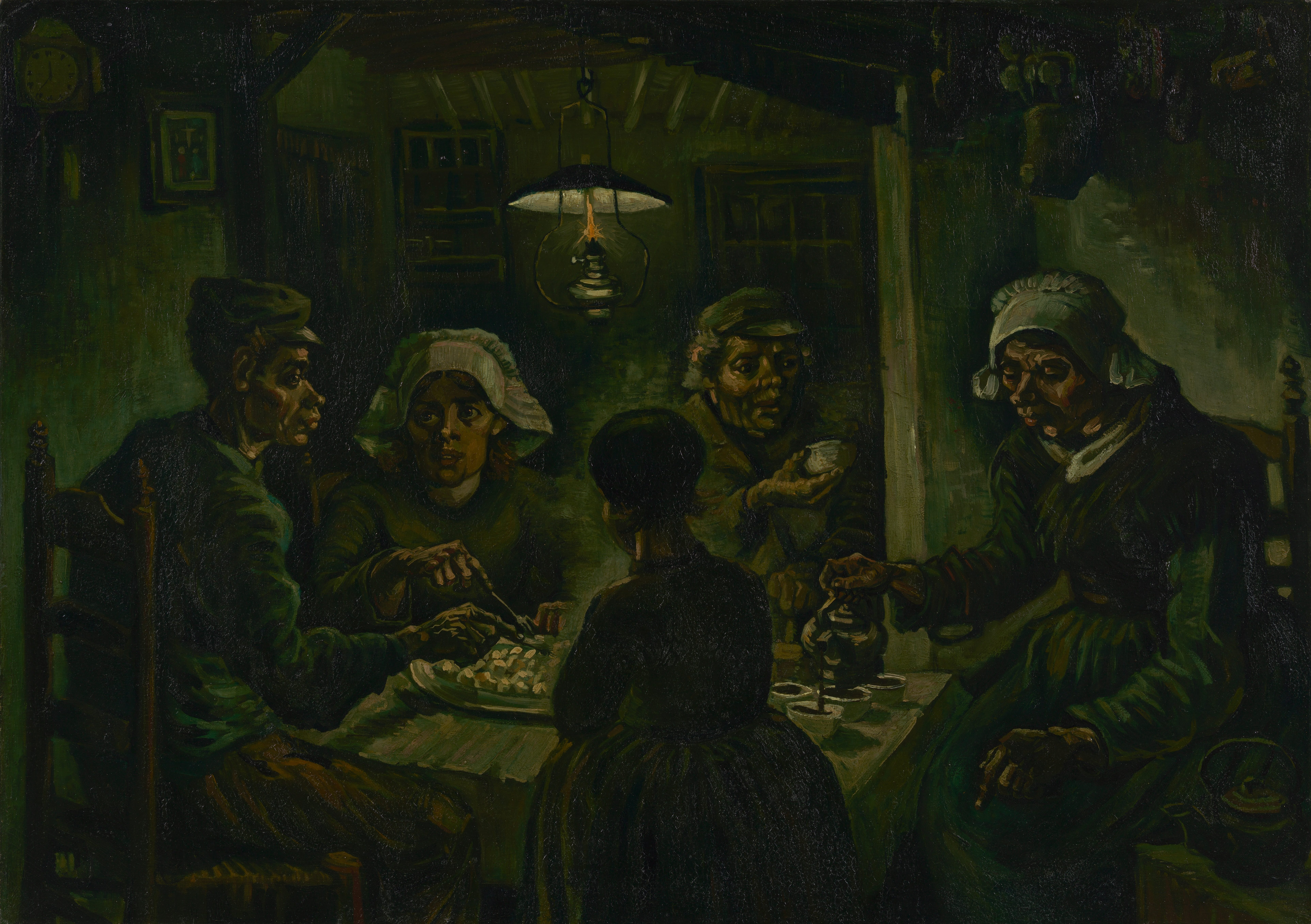
Vincent van Gogh, Los comedores de papas (1885), óleo, 82 x 114 cm. Museo van Gogh, Ámsterdam.

Si bien se desconoce la fecha exacta de la introducción de la papa en Europa, es probable que haya llegado a través de las Islas Canarias, donde se cultivaba S. tuberosum por lo menos desde mediados del siglo xvi (registros posteriores revelan que se suministraban papas a los pacientes del Hospital de la Sangre, en Sevilla, en 1573). Si bien la papa al principio era más preciada por su flor que como cultivo alimentario, fue esencial en la agricultura española durante casi todo el siglo xx, con una producción anual superior a cinco millones de toneladas hasta el decenio de 1990.
Durante la mayor parte del siglo xx Europa fue indiscutiblemente el primer productor mundial de papa, honor que ahora corresponde a Asia. No obstante, siete países de Europa continúan estando entre los primeros diez productores del mundo. Europa también ostenta el consumo más alto del mundo (casi cien kilogramos de papas por persona al año). En muchos países de Europa occidental se está produciendo un cambio, del cultivo de la papa a la elaboración industrial y a la producción de tubérculos semilla. El primer productor de Europa es Rusia. La leyenda cuenta que el zar Pedro el Grande, en su viaje por Europa occidental en 1697, mandó a Rusia el primer saco de papas. Pero durante más de un siglo, el nuevo tubérculo fue considerado tóxico y rechazado con el mote de «manzana del diablo». Cuando por fin los agricultores rusos aceptaron la papa, a mediados del siglo xix, el crecimiento fue explosivo. Para 1973 Rusia producía, con las entonces repúblicas soviéticas de Bielorrusia y Ucrania, más de cien millones de toneladas de papas al año. Desde entonces, la superficie cultivada de papas ha disminuido sin interrupción, y la producción anual de Rusia en los últimos quince años se ha estabilizado en treinta y cinco millones de toneladas. Con todo, la Federación de Rusia sigue siendo un «titán de la papa», el segundo después de China. El ruso promedio consume 140 kilogramos de papa el año. Más del 90 % de las papas rusas se cultivan en parcelas domésticas y en granjas privadas. Las plagas y las enfermedades son un gran problema, se pierden al año hasta cuatro millones de toneladas a causa de la catarinita de la papa, el tizón tardío y diversos virus.

## Reconocimientos
Año internacional de la papa
Las Naciones Unidas han declarado oficialmente el año 2008 Año Internacional de la Papa con el fin de «aumentar la conciencia de la importancia de la papa como alimento en los países en desarrollo».
Día Internacional de la papa
En diciembre de 2023, gracias a un proyecto liderado por Perú, la Asamblea General de las Naciones Unidas estableció oficialmente el Día Internacional de la Papa al día 30 de mayo, a través del proyecto de resolución A/78L/L.16. El objetivo de la celebración es reconocer la importancia global de la papa como alimento esencial y su papel vital en la lucha contra el hambre y la pobreza, destacando también su herencia cultural en Perú, principal centro de origen de este cultivo. La iniciativa busca impulsar la investigación y desarrollo agrícola, subrayando la relevancia de la papa en seguridad alimentaria y como fuente de ingresos para agricultores a nivel mundial. La elección del 30 de mayo coincide con el periodo de cosecha en diversas regiones clave de producción.
Fiesta nacional de la papa en Argentina
Esta fiesta, nace en febrero de 1992 en Villa Dolores, Córdoba como idea de la administración comunal. Una resolución de 1994 (del Gobierno Nacional) la declaró de interés nacional y más tarde se la incorporó al calendario anual de eventos de la República Argentina.
Fiesta nacional de la papa en Bolivia
Desde 1986, Bolivia, que es uno de los principales productores de papa del continente, le dedica una fiesta a la papa en la localidad de Betanzos, Potosí.
Fiesta nacional de la papa en Chile
La actividad es organizada por la Red Nacional de la Papa de Chile que reúne a tres mil quinientos campesinos que trabajan en este cultivo. Se celebra desde el 2001.
Día nacional de la papa en el Perú
Por Resolución Suprema número 009-2005-AG, del Ministerio de Agricultura del Perú, desde el año 2005 cada 30 de mayo se celebra el Día Nacional de la Papa.

## Taxonomía
Solanum tuberosum fue descrita por Carlos Linneo y publicado en Species Plantarum, vol. 1, p. 185, 1753.
Etimología
- Solanum: nombre genérico que deriva del vocablo Latíno equivalente al Griego στρνχνος (strychnos) para designar el Solanum nigrum (la «Hierba mora») —y probablemente otras especies del género, incluida la berenjena[84] —, ya empleado por Plinio el Viejo en su Historia naturalis (21, 177 y 27, 132) y, antes, por Aulo Cornelio Celso en De Re Medica (II, 33).[85] Podría ser relacionado con el Latín sol. -is, «el sol», debido a que la planta sería propia de sitios algo soleados.[86][87]
- Tuberosum: epíteto latino que significa «con tubérculo».[88]

Variedades aceptadas
- Solanum tuberosum subsp. andigena (Juz. & Bukasov) Hawkes
- Solanum tuberosum f. ccompis (Bukasov) Ochoa
- Solanum tuberosum f. cevallosii (Bukasov) Ochoa
- Solanum tuberosum f. huacalajra (Bukasov) Ochoa
- Solanum tuberosum var. longibaccatum (Bukasov) Ochoa
- Solanum tuberosum f. pallidum (Bukasov) Ochoa

Sinonimia 
- Solanum esculentum Neck.
- Lycopersicon tuberosum (L.) Mill.
- Solanum fonckii Phil. ex Reiche
- Solanum cultum, (A.DC.) Berthault
- Solanum chiloense (A.DC.) Berthault
- Solanum diemii Brücher
- Solanum chilotanum forma magnicorollatum Lechn.
- Solanum chilotanum forma parvicorollatum Lechn.
- Solanum chilotanum var. talukdarii Lechn.

## Nombre común

Nombre más común ('papa' o 'patata') en el español

En español, la palabra «papa» es un préstamo lingüístico del término quechua papa, con el mismo significado. Del cruce entre batata (Ipomoea batatas), palabra originaria de la isla La Española, y papa resulta «patata», nombre que, por la similitud de formas, le fue aplicado en un principio por los conquistadores tanto a la papa como a la batata. «Papa» aparece por escrito por primera vez hacia 1540. Por su parte, «patata» se usa en 1606 con el significado de batata y recién a partir del siglo XVIII con el significado de papa. Así, en la mayor parte de España se llaman patatas, en las islas Canarias y Andalucía Occidental, también se usa la palabra papa, término este que predomina en el resto de los países hispanohablantes. En el español filipino predomina la palabra «patata». Y en Perú también es llamado chuno o chuño.
Muchos países conocieron la papa a través de España, y por esa razón también adoptaron el término patata. Así el nombre es patata en italiano, griego, euskera y algunas variedades de catalán; patate en francés popular; patatas en tagalo; patates en turco; بطاطس [patatis] en árabe; potato en inglés; potet en noruego; batata en portugués; pataca en gallego y asturiano; patana en occitano; práta en gaélico y potatis en sueco. Los franceses, en cambio, al denominar a esta planta resaltaron dos hechos: su textura similar a la manzana y su característico desarrollo subterráneo. Por este motivo la llamaron pomme de terre («manzana de la tierra»). De ahí se derivaron los nombres terpomo en esperanto; aardappel en neerlandés, y las diversas variantes de Erdäpfel en los dialectos meridionales del alemán (en Austria, Suiza y el sur de Alemania). Un tercer grupo de idiomas debe el nombre vulgar de esta especie al parecido de las papas antiguas con las trufas. En aragonés por ejemplo es trunfa y en dialectos septentrionales del catalán se denomina trumfa. Cuando los españoles llevaron las primeras papas a Italia en el siglo XVI, los italianos del norte las llamaron tartufoli («trufitas»). Tal es, a través de la forma intermedia Tartuffel, el origen del término alemán Kartoffel y todos sus derivados: cartof en rumano; kartof en búlgaro; Картофель [kartófel] en ruso; kartoffel en danés; kartul en estonio; kartafla en islandés; kartupelis en letón y קארטאפל [kartofl] en yídisch o judeoalemán. Del alemán Grundbirne («pera de tierra») derivan los términos krompir del croata, kumpir en turco, brambory del checo, peruna del finlandés y jordpäron del sueco. En valenciano se usa la palabra creïlla, vocablo que no se usa en otros dialectos catalanes y que se origina por la semejanza en forma con las criadillas. En español se han registrado históricamente, según el CSIC, los siguientes nombres: criadilla, criadillas de huerta, grillos, papa, papa americana, papa del Perú, patata, patatera, patato, trunfa, trunfera, turma de la India.
En el aimara altiplánico, se usan los términos ch'uqi y amqa para designar a la papa, este último relacionado con el verbo amqa- («recoger») y restringido principalmente los tubérculos sacados de la tierra. Dentro de la familia de lenguas quechua, se emplean dos términos para designar a la papa. El primero se corresponde a akshu, presente en variantes centrales de las lenguas quechuas, caso del ancashino o del huanca, aunque también se encuentra en algunas otras variedades, como es el caso del cajamarquino. Por otro lado, la raíz papa se emplea tanto en el quechua sureño como en el quechua norteño (incluida la variante chachapoyana). En mapudungún, lengua de los mapuches, se designa al tubérculo con la palabra poñü  y a la planta, poñü o filukachu (‘hierba de culebra’).